# Usingen
Usingen ist eine Stadt mit 15.683 Einwohnern (31. Dezember 2024) im südhessischen Hochtaunuskreis. Die über 1200 Jahre alte „Buchfinkenstadt“ im Taunus war Residenzstadt des Hauses Nassau-Usingen.

## Geographie

### Geographische Lage

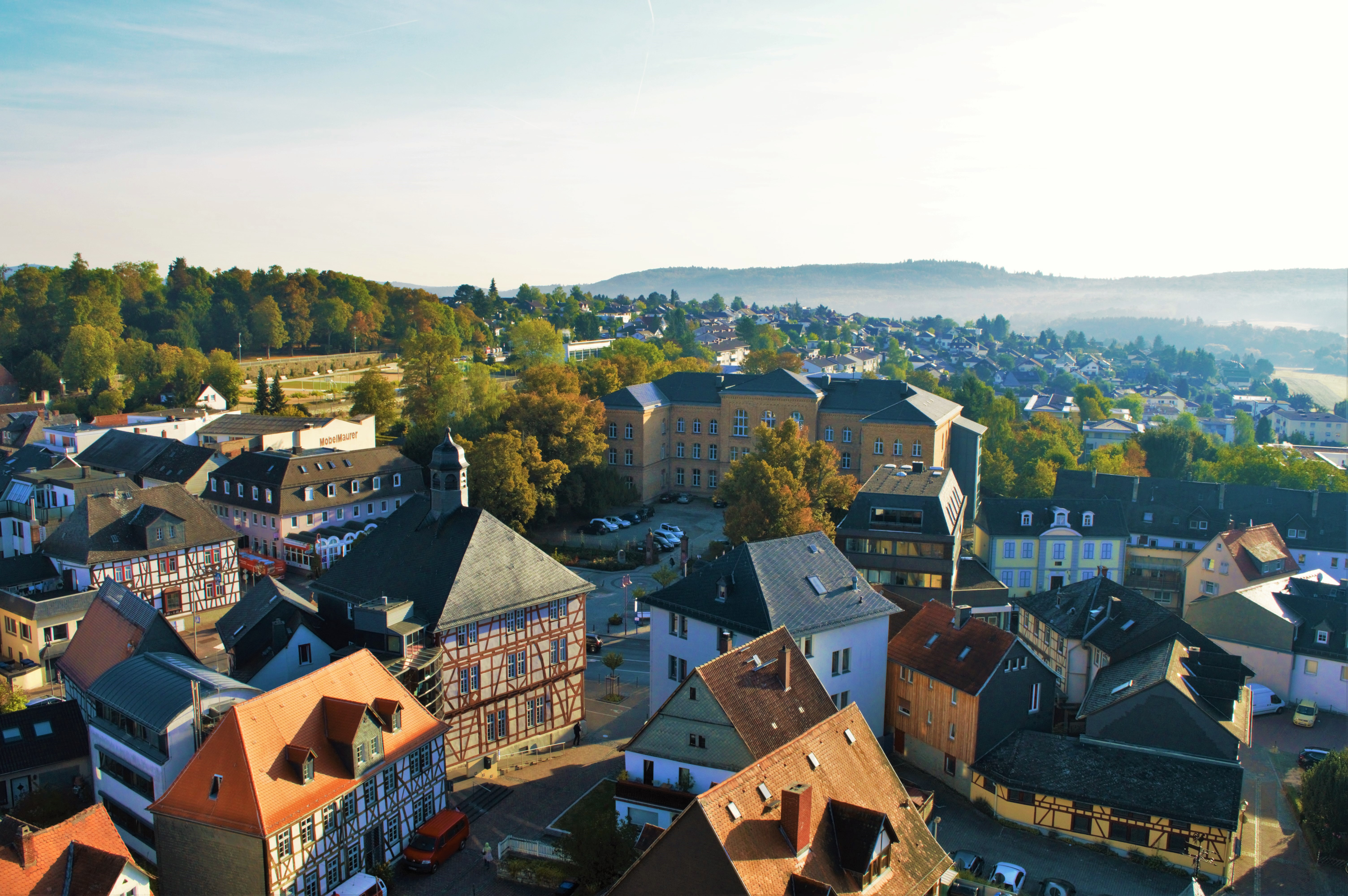
Blick über Usingen, fotografiert von der Spitze der Laurentiuskirche

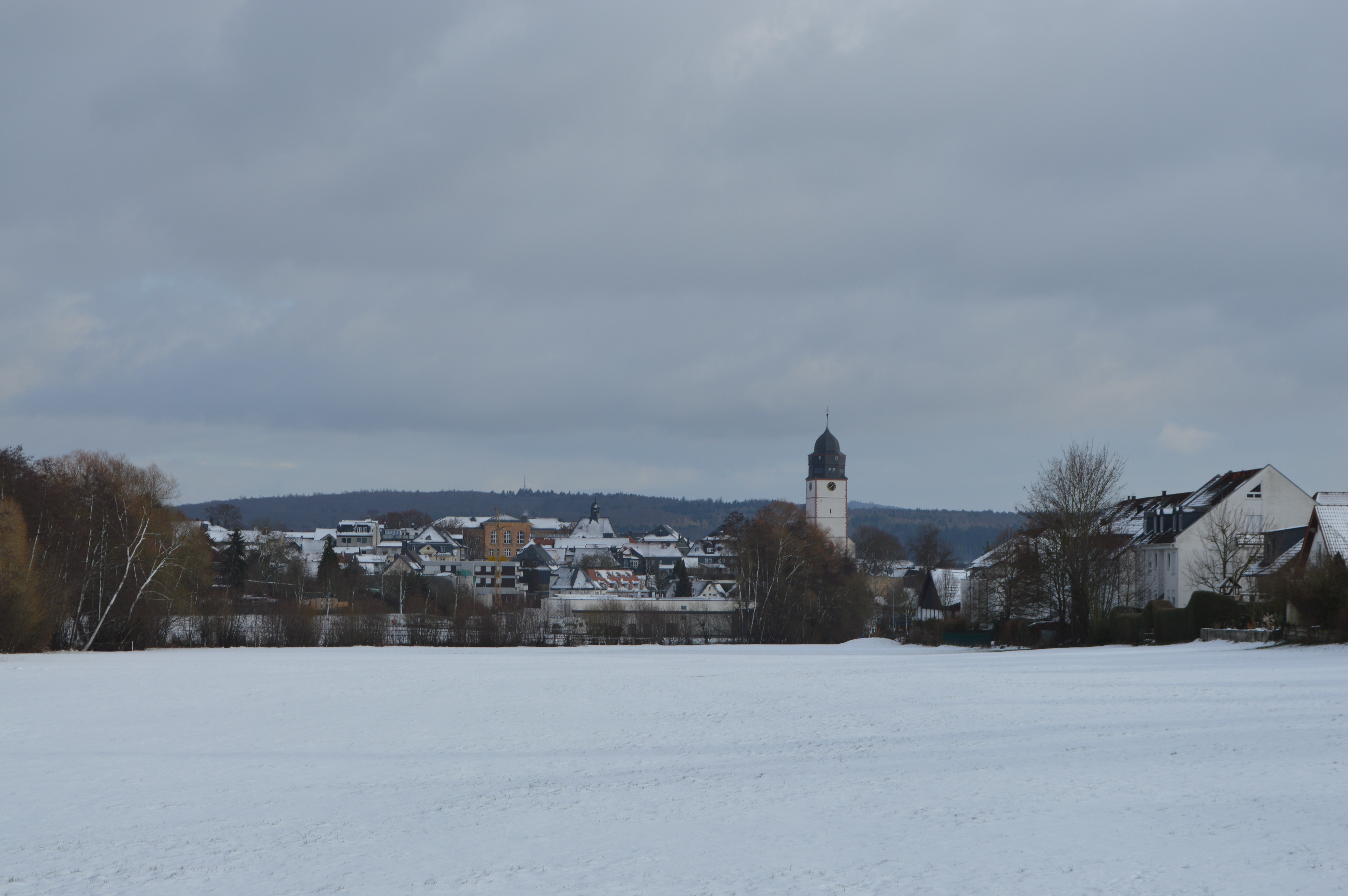
Usingen im Winter

Die Stadt Usingen liegt in dem nach ihr benannten Usinger Land. Sie befindet sich an der Usa im Usinger Becken am nordöstlichen Rande des Taunus. Usingen liegt ca. 30 Kilometer nördlich von Frankfurt am Main, 27 Kilometer südlich von Wetzlar und 38 Kilometer nordöstlich von Wiesbaden und an der Grenze des Rhein-Main-Gebietes.
Der Stadtkern liegt etwa auf 300 m ü. NN, die höchste Erhebung im Stadtteil Usingen ist der „Hohe Berg“ mit 414 m über NN.

### Nachbargemeinden
Usingen grenzt im Norden und Osten an den Wetteraukreis (Stadt Butzbach und Gemeinde Ober-Mörlen), im Südosten an die Gemeinde Wehrheim, im Süden an die Stadt Neu-Anspach und die Gemeinde Schmitten im Taunus, im Westen an die Gemeinde Weilrod und im Nordwesten an die Gemeinde Grävenwiesbach.

### Stadtgliederung

Stadtgliederung von Usingen

Die Stadt Usingen umfasst neben der Kernstadt sechs weitere Stadtteile, die im Zuge der Gebietsreform in Hessen in die Stadt eingegliedert wurden:
| Stadtteil    | Wappen                  | Eingemeindung | Fläche ha | Bevölkerung 2021-12-31 |
| ------------ | ----------------------- | ------------- | --------- | ---------------------- |
| Eschbach     | Wappen von Eschbach     | 1972-08-01    | 1543,59   | 2020                   |
| Kransberg    | Wappen von Kransberg    | 1971-12-31    | 556,02    | 649                    |
| Merzhausen   | Wappen von Merzhausen   | 1972-08-01    | 725,37    | 874                    |
| Michelbach   | Wappen von Michelbach   | 1971-12-31    | 255,07    | 326                    |
| Usingen      | Wappen von Usingen      | -             | 1613,40   | 9163                   |
| Wernborn     | Wappen von Wernborn     | 1971-12-31    | 682,30    | 1560                   |
| Wilhelmsdorf | Wappen von Wilhelmsdorf | 1972-08-01    | 204,96    | 377                    |
| Usingen      | Wappen von Usingen      | -             | 5580,70   | 14969                  |

Für das Gebiet der Kernstadt Usingen und der sechs früheren Gemeinden wurden per Hauptsatzung Ortsbezirke mit Ortsbeirat und Ortsvorsteher errichtet. Die Grenzen der Ortsbezirke sind nicht besonders definiert und folgen daher den seitherigen Gemarkungsgrenzen.

## Geschichte
Im Zuge der Erforschung und des Wiederaufbaus des Römerkastells Saalburg bei Bad Homburg vor der Höhe seit dem Ende des 19. Jahrhunderts wurde auch die Besiedlungsgeschichte Usingens intensiver erforscht. Seitdem kam es immer wieder zu Einzelfunden oder den Nachweis von Siedlungsresten, welche die Geschichte des Usinger Landes seit der Frühzeit dokumentieren. Nach Gründung der Archäologie-AG Usingens 1994, die durch das Landesamt für Denkmalpflege Hessen und das Seminar für Vor- und Frühgeschichte der Johann-Wolfgang-Goethe Universität Frankfurt/Main unterstützt wird, konnte die Erforschung der regionalen Siedlungsstruktur verbessert werden. Einige Funde (Kulturgüter) sind im Keller des Usinger Rathauses im Museum für Vor- und Frühgeschichte zu betrachten.

### Ur- und Frühgeschichte

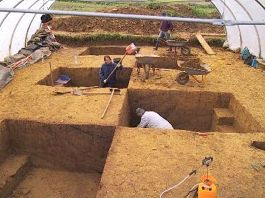
Dokumentation des Spitzgrabens des Erdwerks durch Anlegen mehrerer Längs- und Querprofile. Usingen, Herbst 2000

Der früheste Nachweis menschlicher Tätigkeit im Usinger Raum ist eine Art Basislager der mittelsteinzeitlichen Jäger und Sammler, das 1997 bei Naunstadt nachgewiesen werden konnte. Solche Lager dienten den damaligen Nomaden als Ausgangs- und Übernachtungspunkt für die notwendige Nahrungsversorgung. Es ist fraglich, ob sich darüber hinaus größere Siedlungen aus dieser Epoche finden lassen werden. Zwar wird das Usinger Land durch einige Flüsse und Bäche durchzogen, diese sind und waren für eine wirtschaftliche Schifffahrt jedoch zu klein. Deutschlandweit wurde jedoch ermittelt, dass in der Zeit von 11.000 bis 5.600 v. Chr. größere Siedlungen zumeist an bedeutenden Flüssen gegründet wurden, die zur Trinkwasserversorgung und für den Handel unabdingbar waren. Erst allmählich breiteten sich die Kulturen dann auch in abgelegene Gebiete aus.
Aus der frühen Jungsteinzeit (ca. 5.000 v. Chr.) konnten zwischen 1993 und 1996 sechs Siedlungsplätze bei Friedrichsthal, Maibach, Wernborn und Usingen nachgewiesen werden. Da sie abseits der Wetterau und des Limburger Beckens und über der üblichen Siedlungshöhe zwischen 260 und 410 m ü. NN liegen, kann das Usinger Becken für diese Zeit als eigene Siedlungskammer betrachtet werden. Bestandteil ist unter anderem ein Graben-/Erdwerk bei Usingen von über zwei Hektar Größe, welches mehrfach ausgebaut wurde.
Solche Funde lassen sich auf die ersten Ackerbauer und Viehzüchter zurückführen und gehören zur Linearbandkeramischen Kultur. Von den nachfolgenden Kulturstufen der Jungsteinzeit (4.900 bis 2.200 v. Chr.) zeugen einige ältere Lesefunde, zumeist Steinbeile und -äxte, die jedoch bislang keine Siedlungsplätze belegen. Funde aus der Umgebung von Anspach, Hasselborn und Wernborn lassen sich der Michelsberger Kultur (4.300 bis 3.500 v. Chr.) zuordnen.
Spuren der frühen Bronzezeit zwischen 2.200 und 1.600 v. Chr. konnten bislang nicht entdeckt werden, jedoch belegen Siedlungs- und Grabfunde der sich anschließenden mittleren Bronzezeit/ Hügelgräberbronzezeit (1.600 bis 1.300 v. Chr.) und der Urnenfelderkultur (1.300 bis 800 v. Chr.) eine wieder auflebende Besiedlung des Usinger Landes. In Wehrheim konnte zum Beispiel ein Friedhof der Urnenfelderkultur nachgewiesen werden.
Im ganzen Usinger Land sind Hügelgräber aus der vorrömischen Eisenzeit, der Hallstattkultur (ca. 800 bis 450 v. Chr.) zu finden, jedoch kaum Siedlungsplätze aus dieser Zeit, ebenso wenige aus der sich anschließenden Zeit der Kelten, der La-Tène-Zeit (450 v. Chr. bis um Christi Geburt). Im 1. bis 2. Jh. n. Chr. siedelten Germanen nahe dem heutigen Usingen, wie Grabungsfunde verdeutlichen.
Mit der Aufgabe des Limes um 260 n. Chr. endete auch der römische Einfluss im Usinger Raum. Hinsichtlich der darauf folgenden Zeit der Völkerwanderungen ist bemerkenswert, dass eine vermutlich alemannische Höhensiedlung bei Kransberg aufgefunden wurde.
Aus der Zeit des Mittelalters (600 bis 15. Jahrhundert n. Chr.) gibt es zahlreiche Wüstungen (aufgelassene Siedlungen), Burgen und noch bestehende Ortschaften aus mittelalterlicher Gründungszeit samt Baudenkmälern und Eisenverhüttungsplätzen.

### Der Ursprung Usingens
Der Ort wird einige Male unter verschiedenen, ähnlich lautenden Bezeichnungen im Codex Eberhardi des Klosters Fulda von etwa 1160 genannt, wobei ein Bezug zu den Jahren zwischen 754/5 (dem Todesjahr des Bonifatius) und 802 angenommen wird. Die Einträge sind jedoch nicht mit einer Jahreszahl versehen, sondern einfache Aufzählungen von Übertragungen an das Kloster. Zudem enthält der Codex auch etliche (Ver-)Fälschungen, was insgesamt zu Zweifeln an der Genauigkeit der Angaben geführt hat. Allerdings hat das Ergebnis einer Ausgrabung im Jahre 2002 gezeigt, dass sich im Umfeld des heutigen Usingen unter anderem die Überreste eines karolingischen Gebäudes befinden. Archäologische Nachweise über eine frühmittelalterliche Siedlungstätigkeit an der Stelle der heutigen Stadt gibt es allerdings bisher nicht.
Schließlich könnte auch noch Stockheim, ein wüst gefallener Ort westlich von Usingen, von Gewicht für die Entstehung bzw. Entwicklung Usingens gewesen sein. Der Name der Wüstung lässt auf seine Begründung zur Zeit der fränkischen Landnahme oder gar schon in alemannischer Zeit schließen, jedoch sind bisher keine greifbaren Bezugspunkte zu Usingen erkennbar.

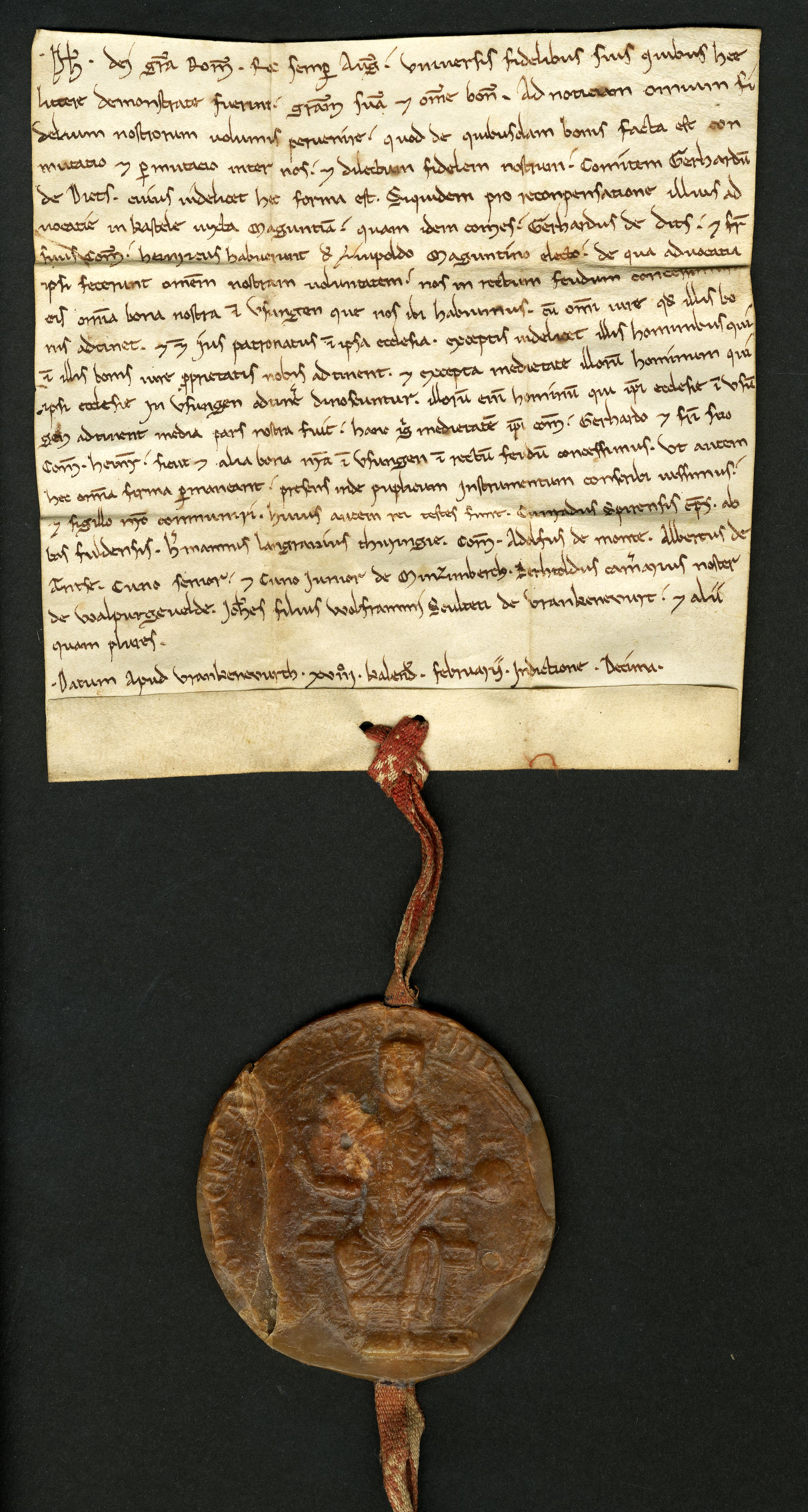
Tauschurkunde Philipps von Schwaben vom 15. Januar 1207 mit anhängendem Siegel

### Usingen in der Grafschaft Diez
Bisher existieren keine historischen oder archäologischen Befunde über Usingens Geschichte vom frühen 9. bis zum Ende des 12. Jahrhunderts. Erst zu Beginn des 13. Jahrhunderts, das heißt in einer Tausch-Urkunde vom 15. Januar 1207, wird der Ort wieder erwähnt: Die Brüder Gerhard und Heinrich von Diez erhalten für die Vogtei von Kastel von König Philipp von Schwaben das Patronatsrecht der Kirche und alles Königsgut in Usingen. Ausdrücklich ausgenommen von dieser Besitzübergabe sind jedoch die Hörigen, die nach dem Besitzrecht dem König eigen sind, ebenso wie die Hälfte derjenigen Hörigen, die der Kirche in Usingen zugehören, deren eine Hälfte ebenfalls Königsgut war. Da im Mittelalter Land und Leute eine Einheit bildeten und nicht getrennt übergeben werden konnten, ist die Urkunde dahingehend zu interpretieren, dass König Philipp nur unbesiedeltes Land übertrug, ihm der wertvollere Teil seines Königsguts also erhalten blieb.
Die Grafen von Diez profitierten jedoch von dem Patronatsrecht, denn damit stand ihnen das Recht zu, den Pfarrer einzusetzen. Somit hatten sie auch indirekten Zugriff auf die Einkünfte der Kirche.
Ein Zweig der Familie derer von Diez nannte sich bereits 1208 nach einer in dem ihr zugesprochenen Gebiet neu errichteten Burg in (Alt-)Weilnau „Grafen von Weilnau“. 1302 teilten ihre Nachkommen ihren Besitz und erbauten in Neuweilnau eine neue Burg.

### Usingen als nassauische Stadt

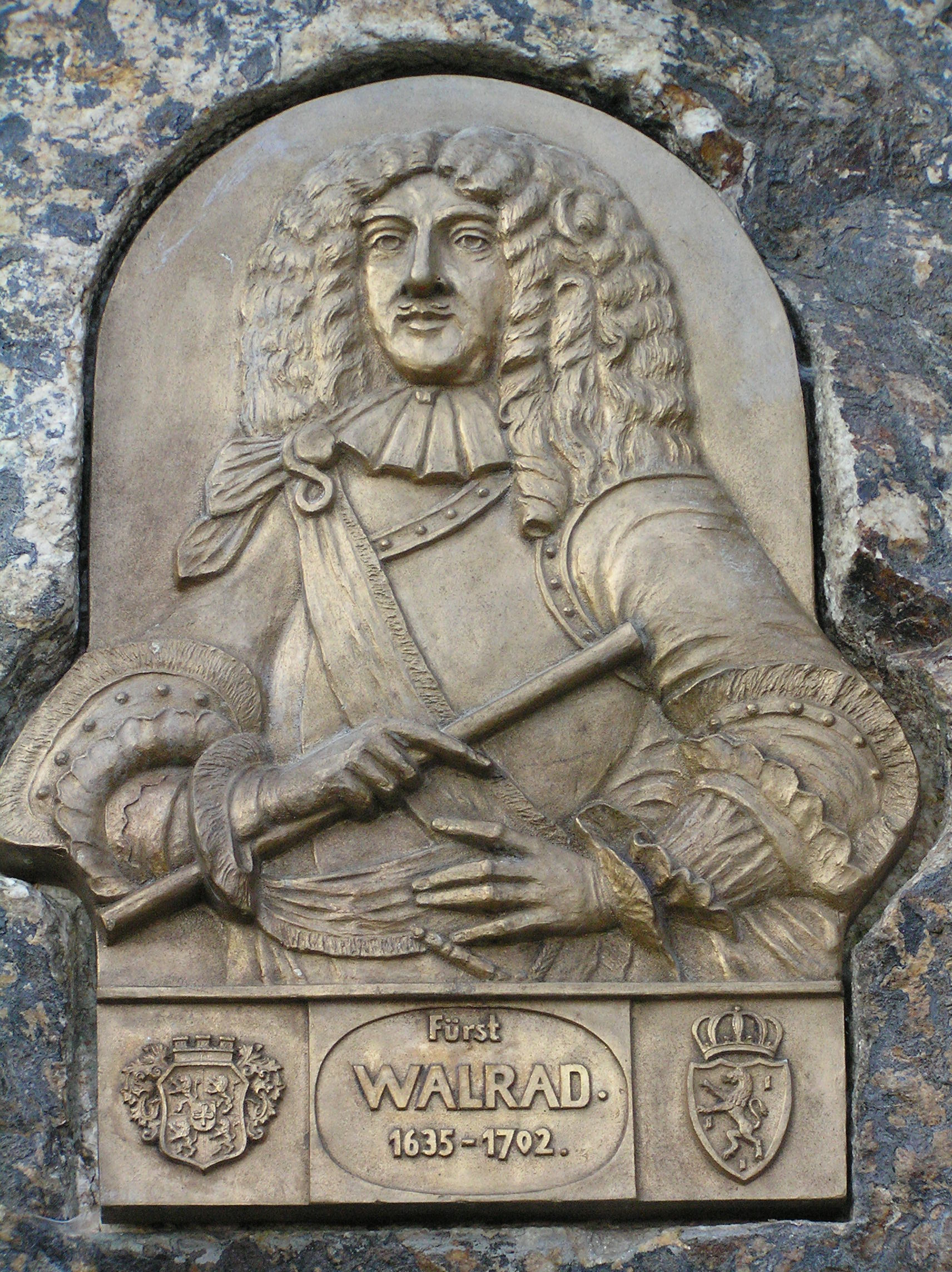
Fürst Walrad von Nassau-Usingen

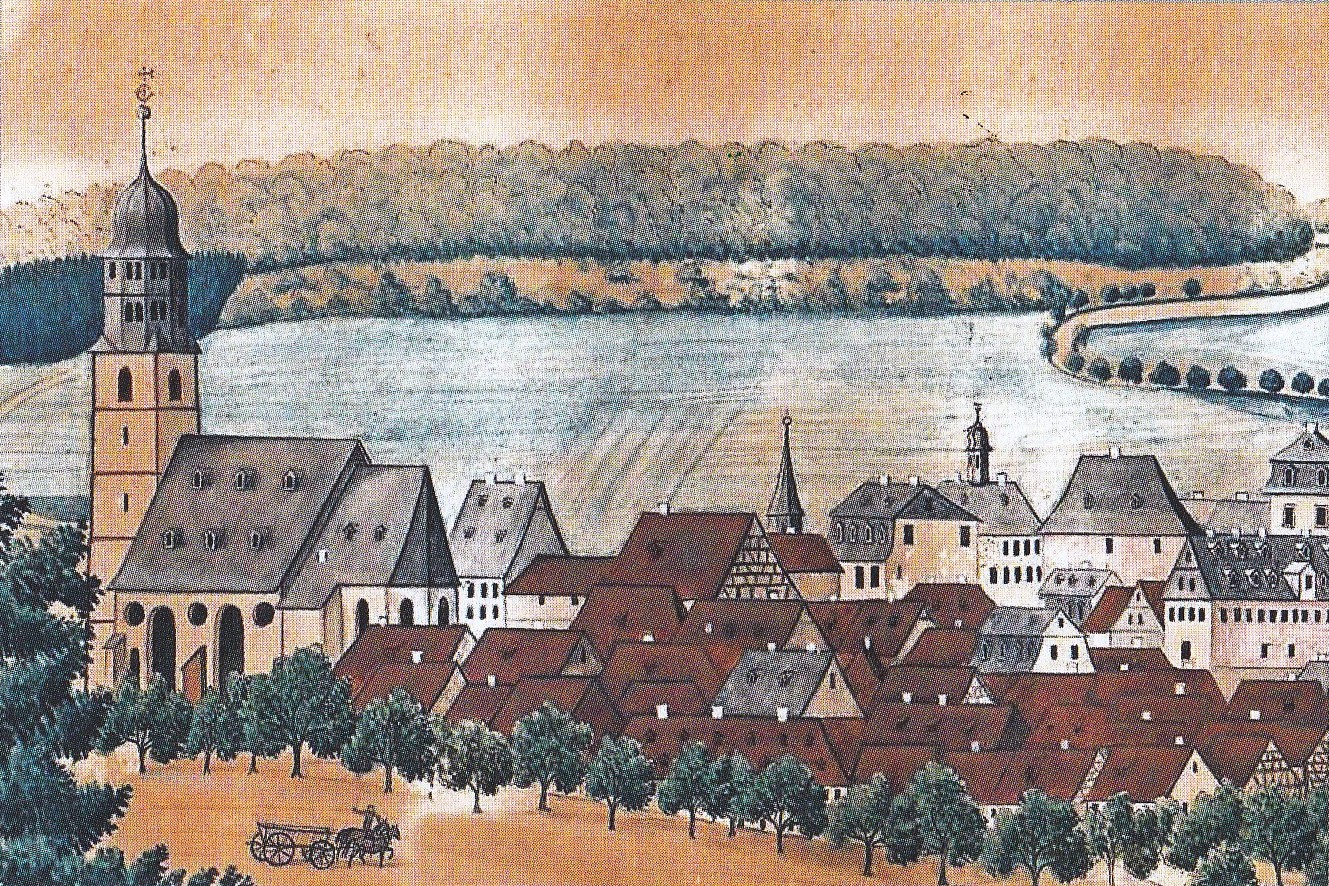
Usingen um 1830

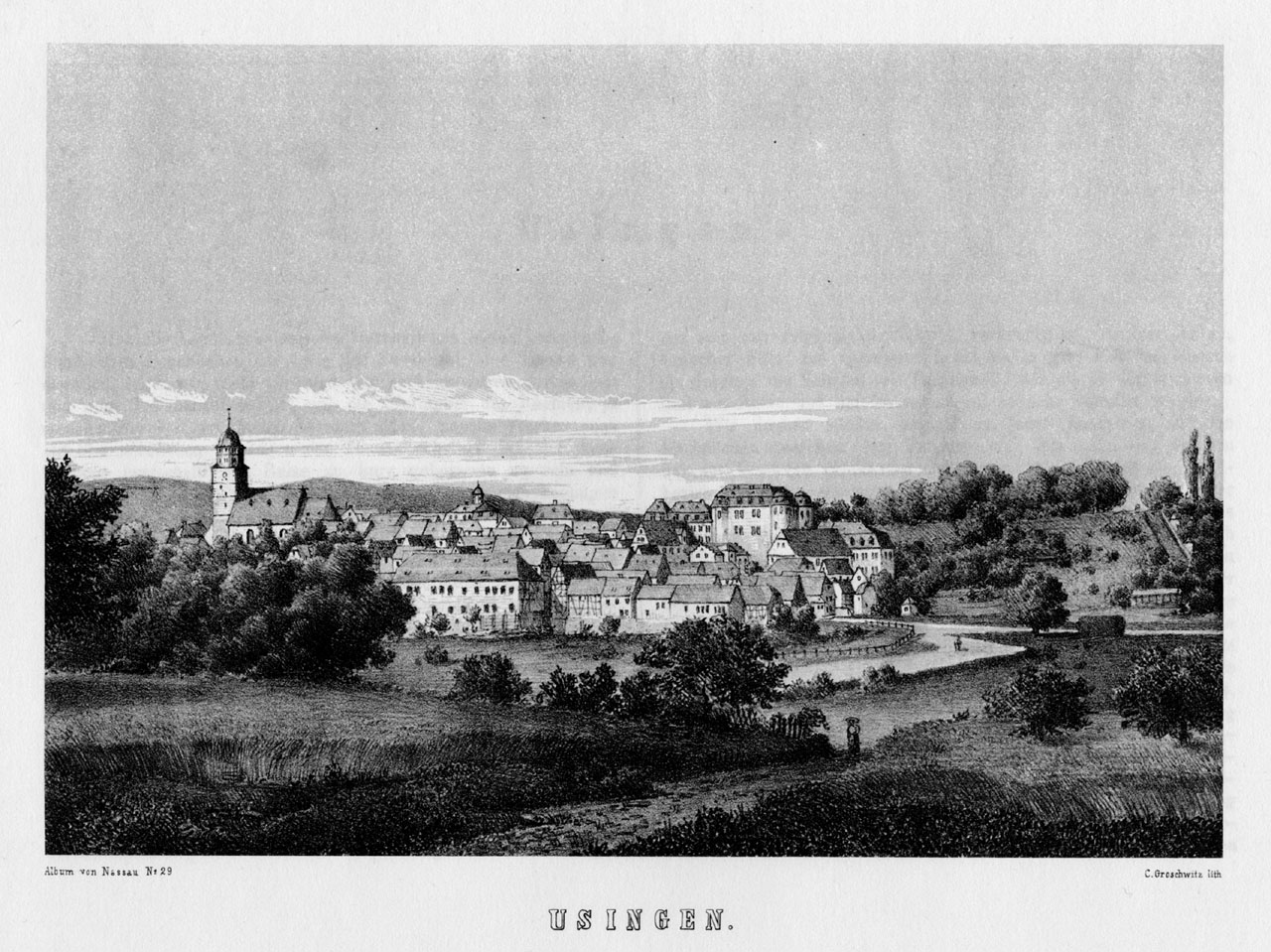
Stadtansicht 1864

Nach 1208 schweigen die Quellen zu Usingen erneut für ein Jahrhundert. Erst 1326 wird es wieder direkt urkundlich erwähnt: Graf Gerlach von Nassau erwarb pfandweise von Heinrich von Neuweilnau, einem Nachfahren der Grafen von Diez, unter anderem das als „Dorf“ bezeichnete Usingen. 1346 übernahmen die Söhne Gerlachs, Adolf und Johann die Herrschaft über die Ansiedlung. Neun Jahre später, 1355, erfolgte eine Teilung zwischen den Brüdern und Usingen fiel an Graf Johann von Nassau-Weilburg, unter dem die Umwandlung vom Dorf zur Stadt begann. Es entstand eine befestigte Burg oder Schloss.
Über 500 Jahre unterstand Usingen der nassauischen Oberhoheit.
Die nassauische Burg an der Stelle der heutigen Christian-Wirth-Schule und eine Mauer mit fünf Toren schützten nun das kleine Städtchen, das wohl in der zweiten Hälfte des 14. Jahrhunderts befestigt worden war und Stadtrechte erhalten hatte. Dies bedeutet allerdings auch, dass sich der Siedlungsschwerpunkt jetzt endgültig aus dem Tal auf die Anhöhe verlagert hatte. Es ist unbekannt, wann und warum dieser Prozess einsetzte.
Nachfolger von Graf Johann wurde sein Sohn Philipp als Landesherr. 1405 erwarb dieser die Pfandherrschaft über Neuweilnau. Damit ging Usingen endgültig in den Besitz der Nassauer über.
Philipp III. von Nassau-Weilburg führte die Reformation in Usingen ein; sie begann am 9. Juni 1527 mit einer Predigt von Philipps Hofprediger Henricus Romanus in der Usinger Kirche. Im Jahr 1528 endeten die katholischen Gottesdienste in der Stadt.
Das Schloss in Usingen wurde 1560 völlig umgebaut und erweitert. 1635 fiel es (und ein großer Teil der Stadt) einem Brand zum Opfer, den spanische Truppen bei der Plünderung der Stadt während des Dreißigjährigen Krieges gelegt hatten.
Ab 1659 residierten in der zum Schloss mit schönem Garten ausgebauten Burg die Grafen und von 1688 bis 1744 die Fürsten von Nassau-Usingen.
Eine herausragende Persönlichkeit in der Geschichte Usingens war Fürst Walrad, der bei der Teilung der nassau-saarbrückischen Länder am 31. März 1659 das Usinger Land erhielt. Er regierte 43 Jahre und war ein geachteter Feldherr, u. a. Generalfeldmarschall der Niederlande unter Wilhelm III. von Oranien. Das heutige Bild der Stadt hat er entscheidend mitgeprägt, da er nach dem Rückgang der Bevölkerung durch den Dreißigjährigen Krieg und den drei Stadtbränden (vor allem dem Stadtbrand von Usingen 1692) im 17. Jahrhundert Hugenotten ansiedelte und die Neustadt anlegen ließ. 1681 wurde bei Usingen auf Betreiben Walrads eine Eisenhütte als Eigenbetrieb eingerichtet.
Unter Walrads Sohn und Nachfolger als Fürst Wilhelm Heinrich wurde der Ortsteil Wilhelmsdorf gegründet. Dessen Sohn Fürst Karl verlagerte 1744 seine Residenz von Usingen nach Wiesbaden-Biebrich. Damit endete Usingens Zeit als Residenzstadt. Es blieb jedoch bis zur Annexion des Herzogtums Nassau durch das Königreich Preußen im Jahr 1886 Sitz des Amtes Usingen. Aufgrund der neuen Kreisordnung für die Provinz Hessen-Nassau vom 1. April 1886 wurde das Amt Usingen aufgelöst und der Landkreis Usingen mit der Kreisstadt Usingen bis zum August 1972 gebildet. Die geringe Industrieentwicklung der Neuzeit konnte auch durch den Eisenbahnanschluss des Jahres 1895 nicht verstärkt werden.

### 20. Jahrhundert bis heute
Der Erste Weltkrieg hinterließ seine Spuren auch in Usingen, je länger der Krieg dauerte. Das Notgeld vom 1. November 1918 ist ein Zeichen für die Ressourcen-Verknappung in den letzten Tagen des Ersten Weltkriegs, als zum Beispiel nicht mehr genug Papier zur Verfügung stand, um staatlicherseits Geld zu drucken. So schritten lokale Behörden in Eigenverantwortung zu Hilfsmaßnahmen.

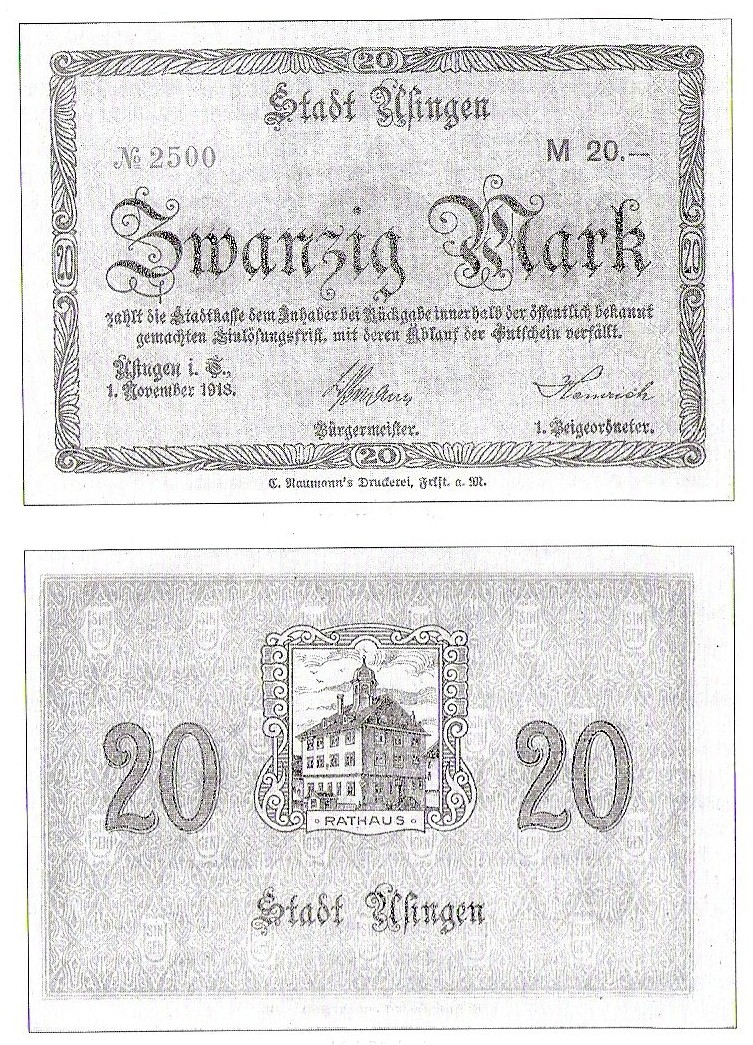
20 Mark Notgeld Stadt Usingen vom 1. November 1918

Am 9. November 1918 gab Reichskanzler Prinz Max von Baden (1867–1929) eigenmächtig und ohne Einwilligung von Kaiser Wilhelm II. dessen Abdankung bekannt. Daraufhin bildete sich wie überall in Deutschland auch in Usingen ein Arbeiter- und Soldatenrat, der den Übergang vom Kaiserreich zur Republik ohne gewaltsame Maßnahmen vollzog.
In den Folgejahren hatten die Usinger ebenso wie das ganze Deutsche Reich unter den Folgen der Inflation mit ihrem Höhepunkt 1923 und der Weltwirtschaftskrise von 1929 zu leiden. Der Aufstieg der NSDAP vollzog sich auch hier; 1930 war sie bereits drittstärkste Partei im Kreis. Nach der Machtergreifung wurde der Kreisleiter der NSDAP Johannes Lommel am 1. Oktober 1933 Landrat des Kreises Usingen, der zwischenzeitlich für kurze Zeit aufgelöst worden war, nun aber neu entstand.
Den Zweiten Weltkrieg überstand die Stadt weitgehend unbeschadet und wurde am Karsamstag 1945 von den Amerikanern besetzt. In den folgenden Jahren stieg die Zahl der Bewohner durch Flüchtlinge und Heimatvertriebene erheblich an.
Auch nach dem Verlust der Kreisstadtfunktion (aus der Fusion der Kreise Usingen und Obertaunus entstand 1972 der Landkreis Hochtaunus mit der Kreisstadt Bad Homburg) ist Usingen der Mittelpunkt des Usinger Landes.
Ein politischer Skandal in der Stadt war die Verhaftung von Bürgermeister Rolf Eggebrecht (CDU) am Buß- und Bettag 1991 wegen Korruptionsverdachts. Im Rahmen der Korruptionsaffäre im Hochtaunuskreis wurden neben dem ersten Kreisbeigeordneten Hans-Joachim Galuschka (CDU) auch die Bürgermeister von Neu-Anspach Heinz Born (SPD) und anderer Taunusorte verurteilt.
Bei der Kommunalwahl 2001 wurde Usingen hessenweit durch eine Panne bekannt. Die Liste der CDU (der bislang stärksten politischen Kraft in Usingen) wurde aufgrund eines formalen Fehlers (die Wahlliste wurde verspätet eingereicht) nicht zur Kommunalwahl zugelassen. In der Folge erhielt die FDP so viele Stimmen, dass deren Liste nicht ausreichte, bis zum Ende der Wahlperiode alle gewonnenen Plätze zu besetzen. Bei der folgenden Kommunalwahl erreichte die CDU eine absolute Mehrheit der Mandate.

### Einwohnerentwicklung
| Jahr      | vor 1618    | 1642    | 1698    | 1736    | 1746  | 1801  | 1900  | 1980      | 2007       | 2014       |
| --------- | ----------- | ------- | ------- | ------- | ----- | ----- | ----- | --------- | ---------- | ---------- |
| Einwohner | knapp 1.000 | ca. 200 | ca. 540 | ca. 860 | 1.168 | 1.720 | 1.890 | 5.166 (*) | 13.332 (*) | 13.817 (*) |

(*) seit der Gebietsreform mit Ortsteilen
Seit dem Zweiten Weltkrieg ist die Zahl der Einwohner in Usingen stark gestiegen. Waren es direkt nach dem Krieg vor allem Heimatvertriebene aus den deutschen Ostgebieten und politische Flüchtlinge aus der SBZ/DDR, die die Einwohnerzahl erhöhten, so folgten ihnen ab Ende der 1950er Jahre zunehmend Pendler, die im Rhein-Main-Gebiet arbeiteten und in Usingen wohnten. Die Stadt wurde durch mehrere große Neubaugebiete erweitert.
Besonders hervorzuheben ist das Baugebiet Weingarten, für das 1965 der Bebauungsplan aufgestellt wurde. Auf 200.000 m² entstanden hauptsächliche Villen und Einfamilienhäuser mit großen Grundstücken von 500 bis 1000 m², aber auch eine Reihe von Mehrfamilienhäusern. Heute ist der „Kümmel-Hügel“ bevorzugte Wohnlage der Stadt. Er wurde nach der Generalunternehmerin für die Erschließung und Bebauung, der Immobilienmaklerin Elsbeth Kümmel, benannt.
In den 1990er Jahren wurde am Südrand der Stadt das Baugebiet Schleichenbach I ausgewiesen, dem mit Aufstellungsbeschluss vom 29. März 2003 Schleichenbach II folgte. Auf 17,4 ha wurden 203 Bauplätze ausgewiesen.

## Politik und Verwaltung

### Stadtverordnetenversammlung
Die Kommunalwahl am 14. März 2021 lieferte folgendes Ergebnis, in Vergleich gesetzt zu früheren Kommunalwahlen:
| Sitzverteilung in der Stadtverordnetenversammlung 2021Insgesamt 37 Sitze - SPD: 7 - Grüne: 7 - FDP: 3 - FWG: 4 - CDU: 13 - AfD: 3 | Parteien und Wählergemeinschaften | Parteien und Wählergemeinschaften           | 2021  | 2021  | 2016  | 2016  | 2011  | 2011  | 2006  | 2006  | 2001  | 2001  |
| Sitzverteilung in der Stadtverordnetenversammlung 2021Insgesamt 37 Sitze - SPD: 7 - Grüne: 7 - FDP: 3 - FWG: 4 - CDU: 13 - AfD: 3 | Parteien und Wählergemeinschaften | Parteien und Wählergemeinschaften           | %     | Sitze | %     | Sitze | %     | Sitze | %     | Sitze | %     | Sitze |
| Sitzverteilung in der Stadtverordnetenversammlung 2021Insgesamt 37 Sitze - SPD: 7 - Grüne: 7 - FDP: 3 - FWG: 4 - CDU: 13 - AfD: 3 | CDU                               | Christlich Demokratische Union Deutschlands | 35,8  | 13    | 42,0  | 15    | 39,2  | 14    | 52,9  | 20    | —     | —     |
| Sitzverteilung in der Stadtverordnetenversammlung 2021Insgesamt 37 Sitze - SPD: 7 - Grüne: 7 - FDP: 3 - FWG: 4 - CDU: 13 - AfD: 3 | Grüne                             | Bündnis 90/Die Grünen                       | 19,5  | 7     | 11,2  | 4     | 18,5  | 7     | 8,7   | 3     | 11,8  | 4     |
| Sitzverteilung in der Stadtverordnetenversammlung 2021Insgesamt 37 Sitze - SPD: 7 - Grüne: 7 - FDP: 3 - FWG: 4 - CDU: 13 - AfD: 3 | SPD                               | Sozialdemokratische Partei Deutschlands     | 19,3  | 7     | 26,5  | 10    | 26,2  | 10    | 22,1  | 8     | 36,2  | 13    |
| Sitzverteilung in der Stadtverordnetenversammlung 2021Insgesamt 37 Sitze - SPD: 7 - Grüne: 7 - FDP: 3 - FWG: 4 - CDU: 13 - AfD: 3 | FWG                               | Freie Wählergemeinschaft                    | 11,1  | 4     | 13,2  | 5     | 11,0  | 4     | 6,1   | 2     | —     | —     |
| Sitzverteilung in der Stadtverordnetenversammlung 2021Insgesamt 37 Sitze - SPD: 7 - Grüne: 7 - FDP: 3 - FWG: 4 - CDU: 13 - AfD: 3 | FDP                               | Freie Demokratische Partei                  | 7,6   | 3     | 7,1   | 3     | 5,1   | 2     | 5,0   | 2     | 34,6  | 13    |
| Sitzverteilung in der Stadtverordnetenversammlung 2021Insgesamt 37 Sitze - SPD: 7 - Grüne: 7 - FDP: 3 - FWG: 4 - CDU: 13 - AfD: 3 | AfD                               | Alternative für Deutschland                 | 6,7   | 3     | —     | —     | —     | —     | –     | –     | –     | –     |
| Sitzverteilung in der Stadtverordnetenversammlung 2021Insgesamt 37 Sitze - SPD: 7 - Grüne: 7 - FDP: 3 - FWG: 4 - CDU: 13 - AfD: 3 | BEU                               | Bürger für Ehrliches Usingen                | –     | –     | —     | —     | —     | —     | 5,1   | 2     | 17,4  | 7     |
| Sitzverteilung in der Stadtverordnetenversammlung 2021Insgesamt 37 Sitze - SPD: 7 - Grüne: 7 - FDP: 3 - FWG: 4 - CDU: 13 - AfD: 3 | Gesamt                            | Gesamt                                      | 100,0 | 37    | 100,0 | 37    | 100,0 | 37    | 100,0 | 37    | 100,0 | 37    |
| Sitzverteilung in der Stadtverordnetenversammlung 2021Insgesamt 37 Sitze - SPD: 7 - Grüne: 7 - FDP: 3 - FWG: 4 - CDU: 13 - AfD: 3 | Wahlbeteiligung in %              | Wahlbeteiligung in %                        | 51,9  | 51,9  | 52,9  | 52,9  | 47,1  | 47,1  | 48,2  | 48,2  | 47,1  | 47,1  |

### Bürgermeister
Nach der hessischen Kommunalverfassung wird der Bürgermeister für eine sechsjährige Amtszeit gewählt, seit dem Jahr 1993 in einer Direktwahl. Er ist Vorsitzender des Magistrats, dem in der Stadt Usingen neben dem Bürgermeister ehrenamtlich ein Erster Stadtrat und zehn weitere Stadträte angehören. Bürgermeister ist seit dem 8. Juni 2010 Steffen Wernard (CDU). Der Amtsvorgänger Matthias Drexelius (CDU) wechselte in seiner zweiten Amtszeit am 26. Januar 2010 als hauptamtlicher Erster Beigeordneter zum Planungsverband Ballungsraum Frankfurt/Rhein-Main. Danach leitete der Erste Stadtrat Gerhard Liese (CDU) die Stadtverwaltung kommissarisch bis zum Amtsantritt eines neu gewählten Bürgermeisters. Steffen Wernard erhielt am 2. Mai 2010 im ersten Wahlgang bei 45,71 Prozent Wahlbeteiligung 53,25 Prozent der Stimmen. Es folgten zwei Wiederwahlen, zuletzt ohne Gegenkandidaten im Februar 2022.
Amtszeiten der Bürgermeister
- 2010–2028 Steffen Wernard (CDU) (* 1969)[25]
- 1998–2010 Matthias Drexelius (CDU) (* 1966)[26]
- 1993–1998 Eva-Maria Tempelhahn (SPD)[30]
- 1979–1992 Rolf Eggebrecht (CDU) (* 1942)[31]
- 1973–1979 Hermann Krönung (SPD) (1941–1983)[32]
- 1948–1973 Robert Manck (1908–1993)
- 1945–1948 Johannes Christian Meyer (* 1895)
- 1945–1945 Wilhelm Ludwig Philippi (1881–1964, im Amt von April bis Juli)
- 1938–1945 Jacob Ziegler (1892–1976)
- 1933–1938 Ernst Becker (1889–1975)
- 1916–1933 Ernst Ludwig Lißmann (1885–1980)
- 1911–1916 Gustav Schüring (* 1878)
- 1908–1911 Karl Schwinn (1873–1938)
- 1884–1908 Adolf Philippi (1840–1923)
- 1848–1884 Heinrich Wilhelm Becker (1812–1884)
- 1847–1848 Johann Christian Philippi (1802–1858)

### Ortsbeiräte
Für alle eingegliederten Gemeinden und die Kernstadt wurde je ein Ortsbezirk mit Ortsbeirat und Ortsvorsteher, nach Maßgabe der §§ 81 und 82 HGO und des Kommunalwahlgesetzes in der jeweils gültigen Fassung gebildet.
Die Ortsbezirke sind durch das Gebiet der ehemaligen Gemeinden abgegrenzt und bestehen, je nach Einwohnerzahl, aus drei bis fünf Mitgliedern.
Die Wahl der Ortsbeiräte erfolgt im Rahmen der Kommunalwahlen. Der Ortsbeirat wählt eines seiner Mitglieder zum Ortsvorsteher bzw. zur Ortsvorsteherin.
Ortsbeirat der Kernstadt Usingen
Der Ortsbeirat besteht aus fünf Mitgliedern. Bei den Kommunalwahlen in Hessen 2021 betrug die Wahlbeteiligung zum Ortsbeirat 48,10 %. Dabei wurden gewählt: ein Mitglied der SPD, zwei Mitglieder der CDU und ein Mitglied von Bündnis 90/Die Grünen bzw. der „Freien Wählergemeinschaft (FWG)“. Der Ortsbeirat wählte Joachim Brötz (FWG) zum Ortsvorsteher.

### Wappen

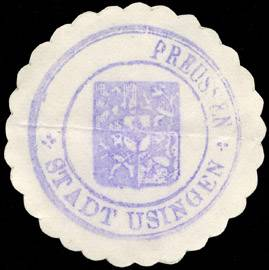
Siegel um 1900

Das älteste bekannte Usinger Stadtsiegel zeigt einen quadratischen Schild mit dem Wappen Graf Philipps I. von Nassau, den vier steigenden Löwen. 1935 wurde das derzeitige Wappen verliehen. Ein unterscheidendes Stadtsymbol, ein Kleeblatt (Dreipass), wurde dem Wappenschild beigefügt.
Neben einem Dienstsiegel und einem Wappen führt die Stadt Usingen eine Flagge.

Wappen
Hissflagge
Bannerflagge

### Städtepartnerschaften
Es bestehen Städtepartnerschaften mit
- Overbetuwe, Provinz Gelderland, seit 1975
- Chassieu, Métropole de Lyon, seit 1990

## Wirtschaft und Infrastruktur

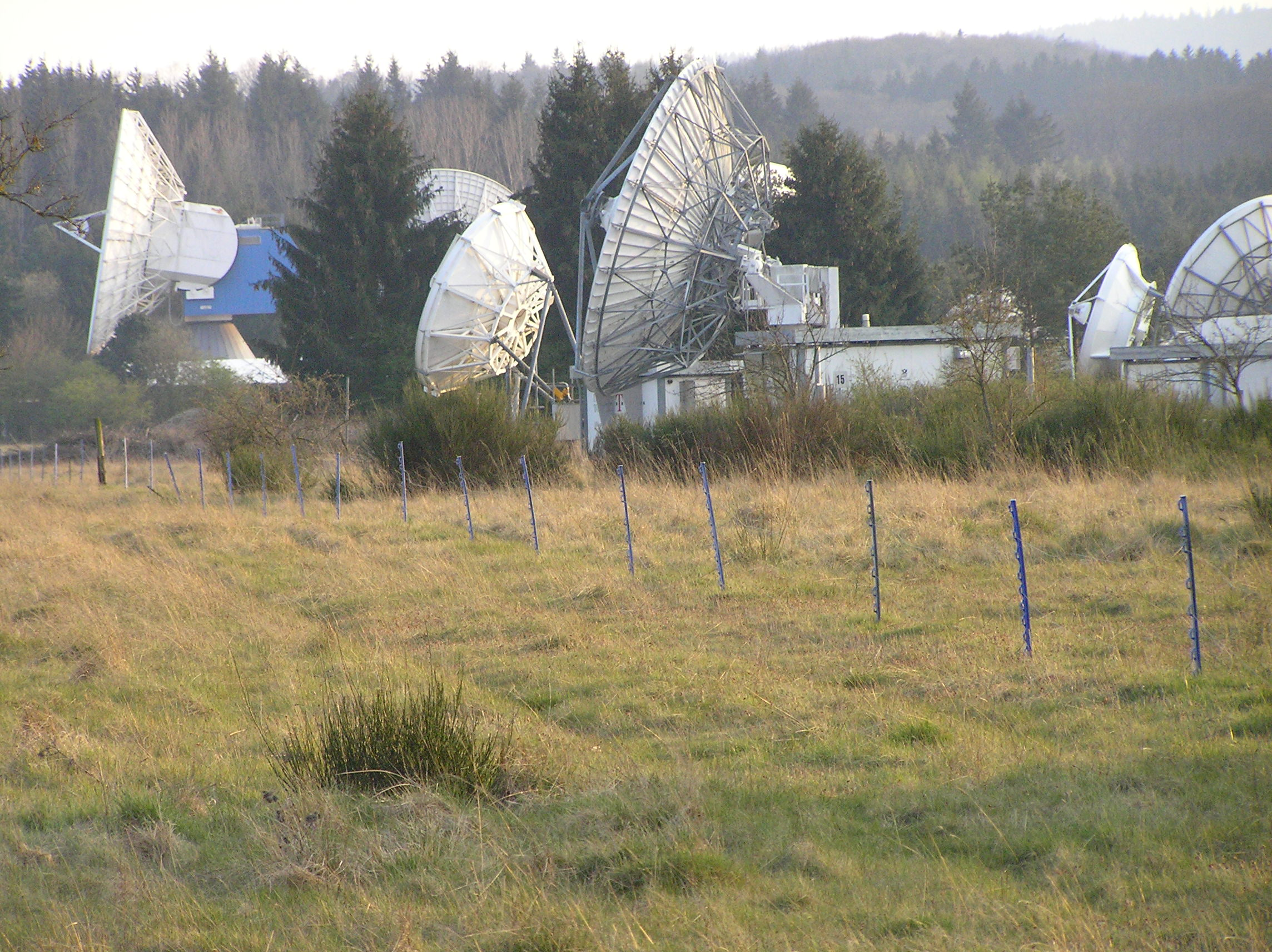
Erdfunkstelle

### Hochtaunus-Kliniken gGmbH
Die Hochtaunus-Kliniken werden vom Hochtaunuskreis getragen und vereinigen die Krankenhäuser Bad Homburg, Usingen und das St. Josef Krankenhaus Königstein unter einem Dach.
Ansässig in der Weilburger Straße verfügt das Haus in Usingen über 100 Betten und folgende Fachabteilungen:
- Allgemeine Innere Medizin
- Chirurgie
- Anästhesie
- Geriatrie
- Nephrologie
- Pneumologie
- Rheumatologie

### Erdfunkstelle Usingen

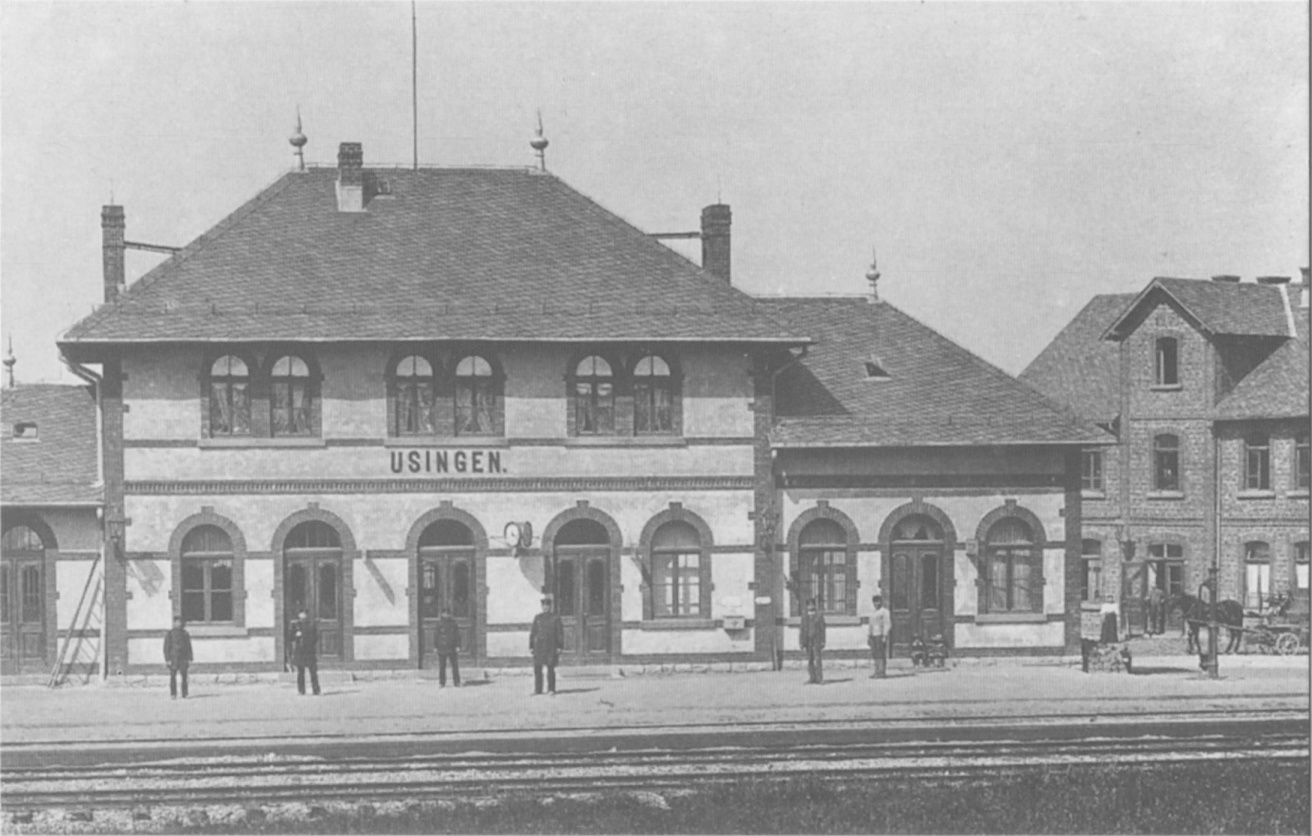
Bahnhof um 1900

Usingen ist Standort einer Erdfunkstelle von Media Broadcast Satellite. Nach dem Zweiten Weltkrieg entstand auf dem Gelände des ehemaligen Feldflugplatzes von Merzhausen, einem Ortsteil von Usingen, eine KW-Station, 1979 folgte die erste große Parabolantenne. Mittlerweile beheimatet die Station mehr als 90 Antennen, darunter drei große, die 19 Meter Durchmesser haben. Die Erdfunkstelle gehört aber nur postalisch zu Usingen: Die Gebäude und Antennen liegen auf Neu-Anspacher Gemarkung, trotzdem hält der Betreiber an der Bezeichnung „Usingen 2“ fest, da sich dieser Name weltweit etabliert hat.

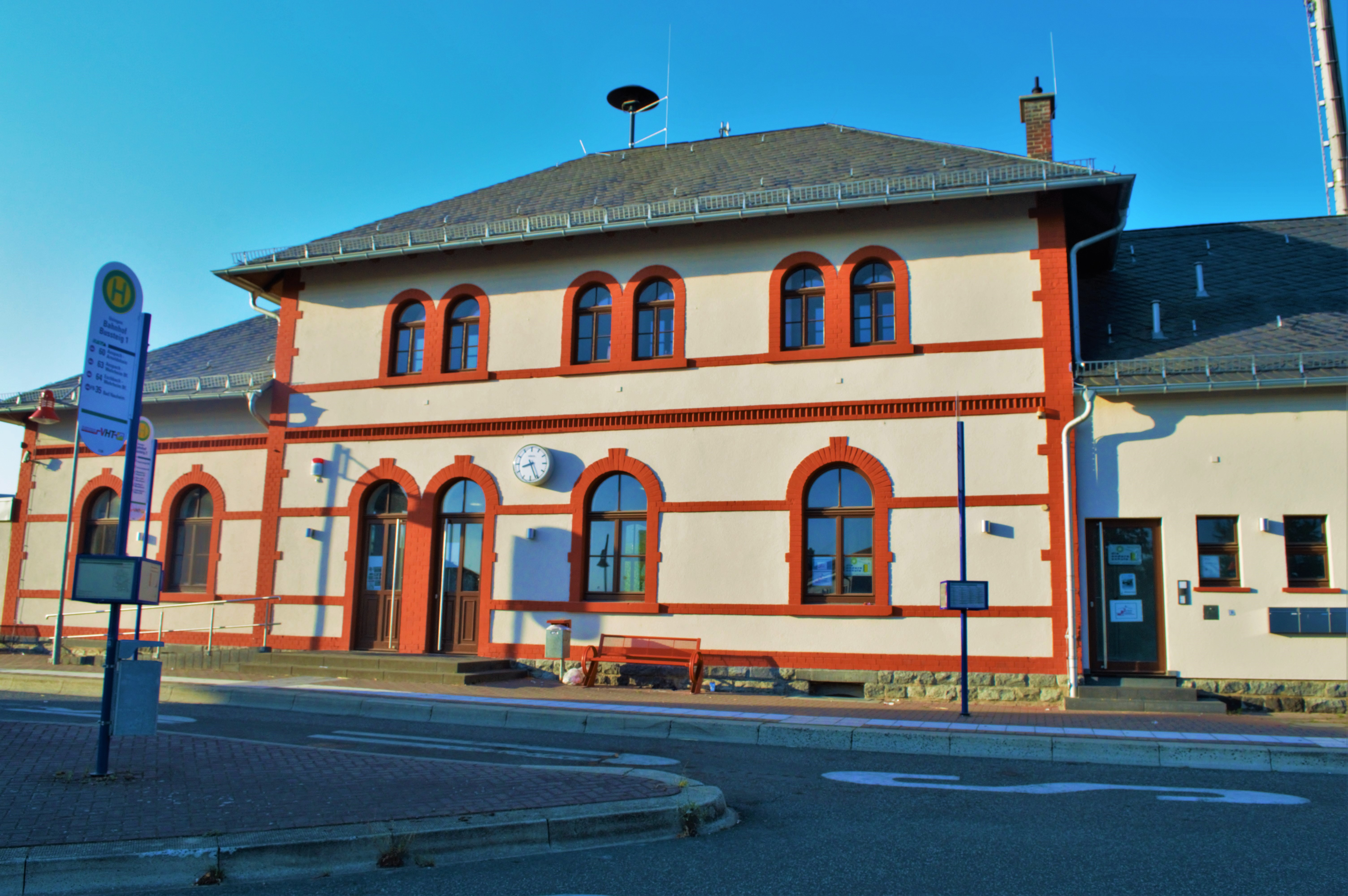
Bahnhofsgebäude heute

### Zumtobel
Bis zur Schließung am 31. Dezember 2016 befand sich ein Werk des österreichischen Lichttechnikherstellers Zumtobel mit 156 Mitarbeitern in dem Ort. Seit 2018 wird das Areal von der Firma Jarltech Europe GmbH genutzt.

### Bremthaler Quarzitwerk
Seit 1997 ist das Bremthaler Quarzitwerk ein Teil der Mineralmühle Leun Rau–Gruppe mit Hauptsitz in Leun a.d. Lahn und aktiv in der Gewinnung, Aufbereitung und Veredelung von Rohstoffen. Von dort brachte von 1923 bis 1927 die Industriebahn des Geyseritwerks Usingen den Quarz zum Bahnhof.

### Öffentlicher Personennahverkehr
Die Bahnstrecke Friedrichsdorf–Albshausen, die das Usinger Land seit 1895 mit Bad Homburg und Frankfurt am Main verbindet, gehört bis Friedrichsdorf dem Verkehrsverband Hochtaunus (VHT). Sie wurde von 1993 bis 2022 von der Hessischen Landesbahn GmbH (HLB) durch ihre Tochter Hessenbahn GmbH als „Taunusbahn“ betrieben. Seit Dezember 2022 betreibt das DB-Tochterunternehmen Start Deutschland GmbH die Strecke. Die Züge fahren tagsüber halbstündlich, sonntags stündlich nach Bad Homburg; dazu kommen während der Verkehrsspitzenzeiten stündlich durchgehende Züge von und nach Frankfurt Hauptbahnhof.
Zusätzlich verkehren von Usingen aus Buslinien nach Weilrod, Wehrheim und Riedelbach. Ein Anrufsammeltaxi (AST) stellt die Verbindung in den Stadtteil Michelbach her und verbindet die Usinger Wohngebiete miteinander. Auch die Hochtaunus-Kliniken werden durch das AST erschlossen.

### Bildung
Usingen ist seit der Reformationszeit eine Schulstadt: Lateinschule bis 1817, Lehrerseminar 1851 bis 1926, Gymnasium seit 1926 – heute zusammen mit vielen anderen Schulformen. Etwa 4500 Schüler kommen zum großen Teil mit Bus und Bahn nach Usingen, um den Unterricht zu besuchen.

#### Grundschulen
- Astrid-Lindgren-Schule (Grundschule)
- Buchfinkenschule (Grundschule im Stadtteil Eschbach)

Nach der Reformation gegen 1525 wurde in Usingen die „Deutsche Schule“ eingeführt. Ab 1605 wurden auch Mädchen aufgenommen und gegen 1750 ein eigener Mädchenlehrer bestellt. 1699 bis 1823 waren die Jungenklassen im Haus Groos und die Mädchenklassen im Haus Hessler untergebracht. Mit der Einwanderung der Hugenotten bildeten diese 1720 eine eigene Schule mit Sitz in der Hugenottenkirche. 1817 wurden diese Schulen im Rahmen der nassauischen Schulreform als „Elementarschulen“ zusammengefasst. Sie war als Simultanschule organisiert, d. h. stand allen Schülern unabhängig von deren Religionszugehörigkeit offen.
Neben der regulären Volksschule bestand in Usingen ab 1870 die Seminarübungsschule, an der die angehenden Lehrer der Lehrerbildungsanstalt praktische Erfahrungen im Unterricht sammeln konnten. Dieses Schulangebot wurde als deutlich attraktiver wahrgenommen als die reguläre Schule. 1914 wurde Usingen in zwei Schulbezirke geteilt, um den Konflikt, wer die Seminarübungsschule besuchen durfte, zu beseitigen. Die Seminarübungsschule wurde 1926 geschlossen.
1965 wurde der Neubau der Grundschule in der Pestalozzistraße bezogen.
Heute gibt es zwei Grundschulen in Usingen, die in den 1990er Jahren errichtete Astrid-Lindgren-Schule in der Wilhelm-Martin-Dienstbach-Straße und die Buchfinkenschule im Stadtteil Eschbach.

#### Weiterführende Schulen
- Christian-Wirth-Schule (Gymnasium)
- Helmut-Schmidt-Schule (Kooperative Gesamtschule)
- Saalburgschule (Berufsschule)

Die erste dokumentierte Schule in Usingen war die Lateinschule. Als Gründungsdatum wird 1551 angegeben. Ein Visitationsbericht aus 1555 weist 155 Schüler aus. Das Schulhaus in der Kirchstraße wurde 1634 im Dreißigjährigen Krieg durch spanische Truppen niedergebrannt.
1817 wurde im Großherzogtum eine Schulreform durchgeführt. Die Lateinschule wurde in eine von 11 Realschulen Nassaus umgewandelt. Der Unterricht fand in einem Anbau des Schlosses statt. Ab 1865 wurde der Unterricht im Rathaus und ab 1870 in der Hugenottenkirche statt. Seit 1864 durften auch Mädchen die Schule besuchen. Hierdurch bestanden 2 Realschulklassen.
Im Jahr 1931 wurde die Realschule aufgelöst.

1953 wurde die Realschule neu gegründet. Ihren ehemaligen Namen Konrad-Lorenz-Schule erhielt sie 1991, als die 1976 eingerichtete additive Gesamtschule (gemeinsam mit der Christian-Wirth-Schule) wieder in selbstständige Schulen aufgeteilt wurde. 2016 wurde ein neues Schulgebäude an der Gemarkung Am Lindenberg gebaut. Mit dem Umzug in das neue Gebäude 2017 erfolgte die Umbenennung in Helmut-Schmidt-Schule. Sie wird seitdem nicht mehr als reine Haupt- und Realschule, sondern als kooperative Gesamtschule geführt.

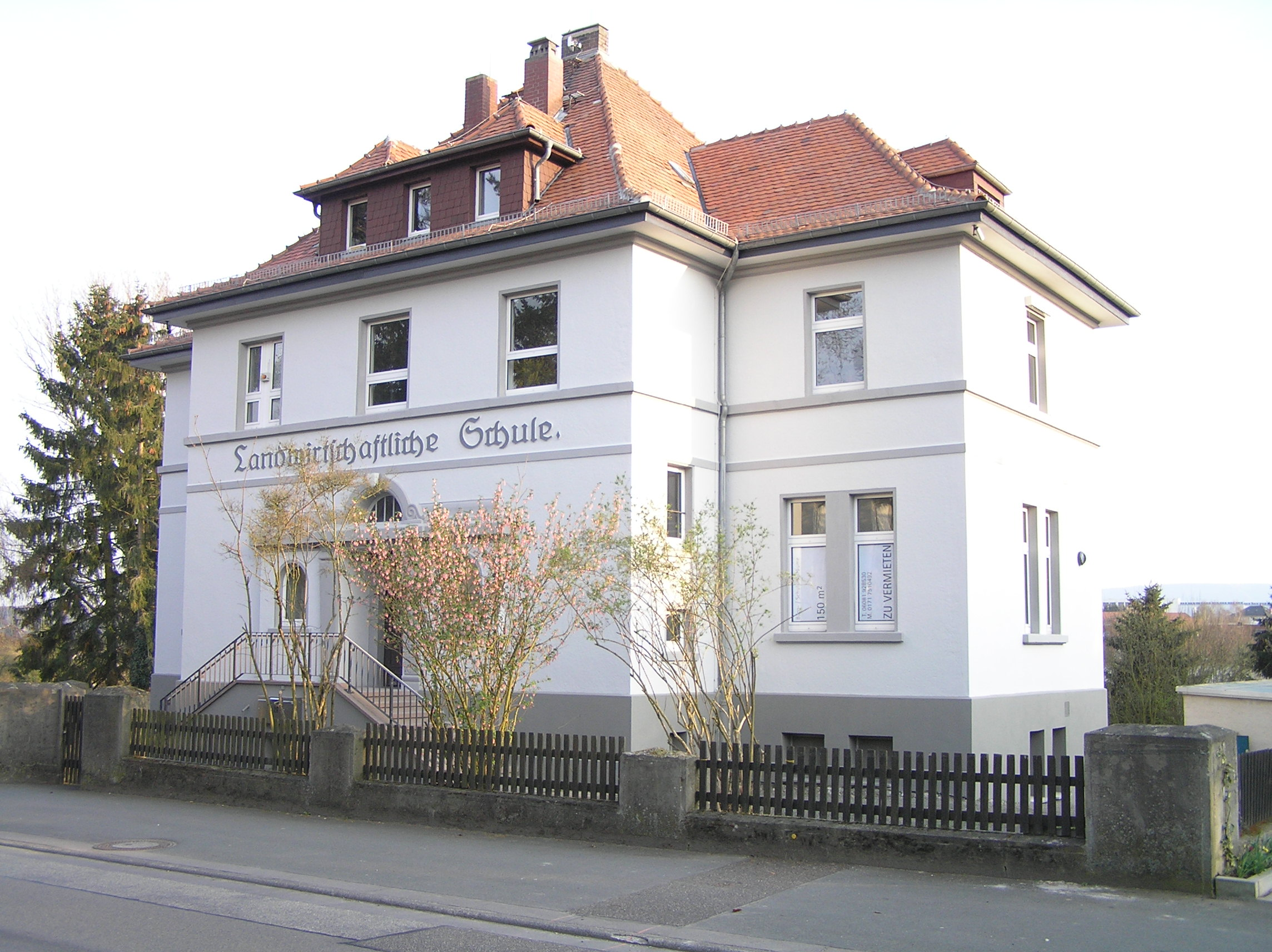
Landwirtschaftliche Schule

#### Landwirtschaftliche Schule
Bis 1988 bestand in Usingen die Landwirtschaftliche Schule.

## Sehenswürdigkeiten

### Usinger Schloss und Schlosspark

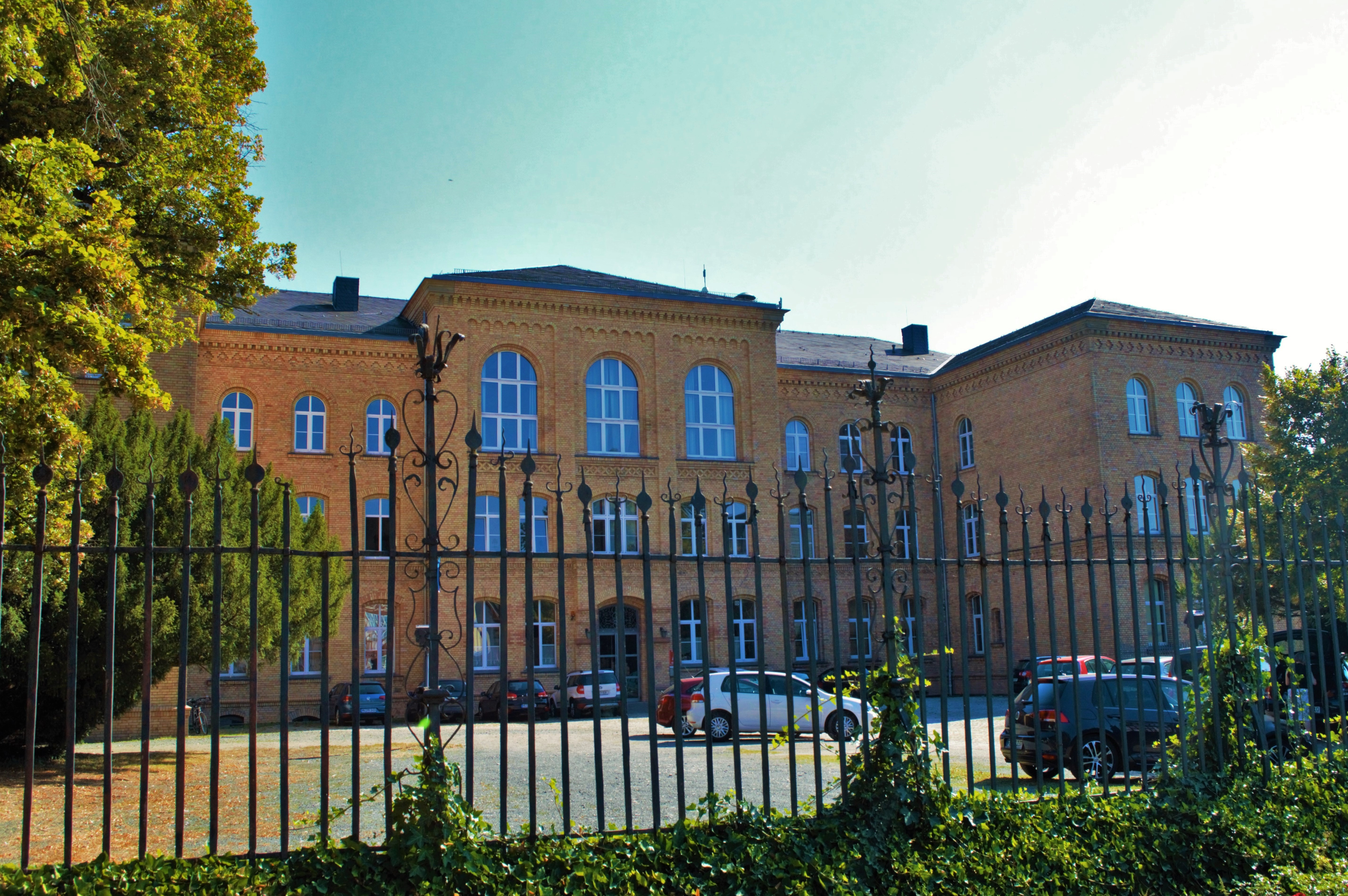
Christian-Wirth-Schule im Usinger Schloss

In der Mitte der Innenstadt steht Usingens herrschaftliches Anwesen, das Usinger Schloss. Die genauen Ursprünge sind nicht eindeutig geklärt; als erster Wehrbau an diesem Ort ist ein unter Johann I. von Nassau-Weilburg errichtetes Burghaus aus dem 14. Jahrhundert überliefert. Am 5. Januar 1873 vernichtete ein Großbrand das Schloss und es entstand ein preußischer Klinkerbau. Im Gebäude ist die Christian-Wirth-Schule untergebracht. Der Schlossplatz trennt die Unterstadt im Süden von der Oberstadt im Norden.
Oberhalb befindet sich der Schlosspark, dessen Gelände in Nord-Süd-Richtung in Terrassen angelegt ist. Die erste (südlichste) Terrasse trägt den Neubau der Schulmensa, danach folgt eine weitere Terrasse, die als Sportfeld genutzt wird, und oberhalb dieser befindet sich der eigentliche Schlosspark. Auf der rechten Seite wird er durch Grünflächen bestimmt, die von Baumreihen gesäumt sind. Weithin sichtbar ist das Kriegerdenkmal der Stadt Usingen. Das massive, übermannshohe Werk des Bildhauers Carl Wilhelm Bierbrauer wurde am 1. Juni 1924 eingeweiht. 1922 schrieb der Magistrat von Usingen einen Wettbewerb zu Gestaltung des Mahnmals aus, den Bierbrauer mit seiner martialischen Darstellung gewann. Von unten betrachtet wird das Denkmal von zwei Darstellungen berittener Kämpfer eingerahmt. Die sich aufbäumenden Pferde schweben über geschlagenen Fußsoldaten. Auf der Rückseite ist eine Darstellung eines sterbenden Kriegers angebracht.
Der linke Teil des Parks hat den Charakter eines lichten Waldes. Im Jahre 1716 wurde eine Bepflanzung mit Eiben vorgenommen, die heute noch den Park prägen. Auf der Unterseite dieses Parkteils befindet sich das Denkmal der Fürsten von Nassau-Usingen. Fürst Walrad in der Mitte wird von seinen Nachfahren Karl und Karl Wilhelm eingerahmt. Zentrum dieses Parkteils ist ein ovales Becken mit dem Charlotte-Amalie-Brunnen. Oberhalb des Beckens am Ausgang Richtung Amtsgericht und Friedhof sind Rabatten mit Sitzgelegenheiten eingerichtet.

Schlosspark
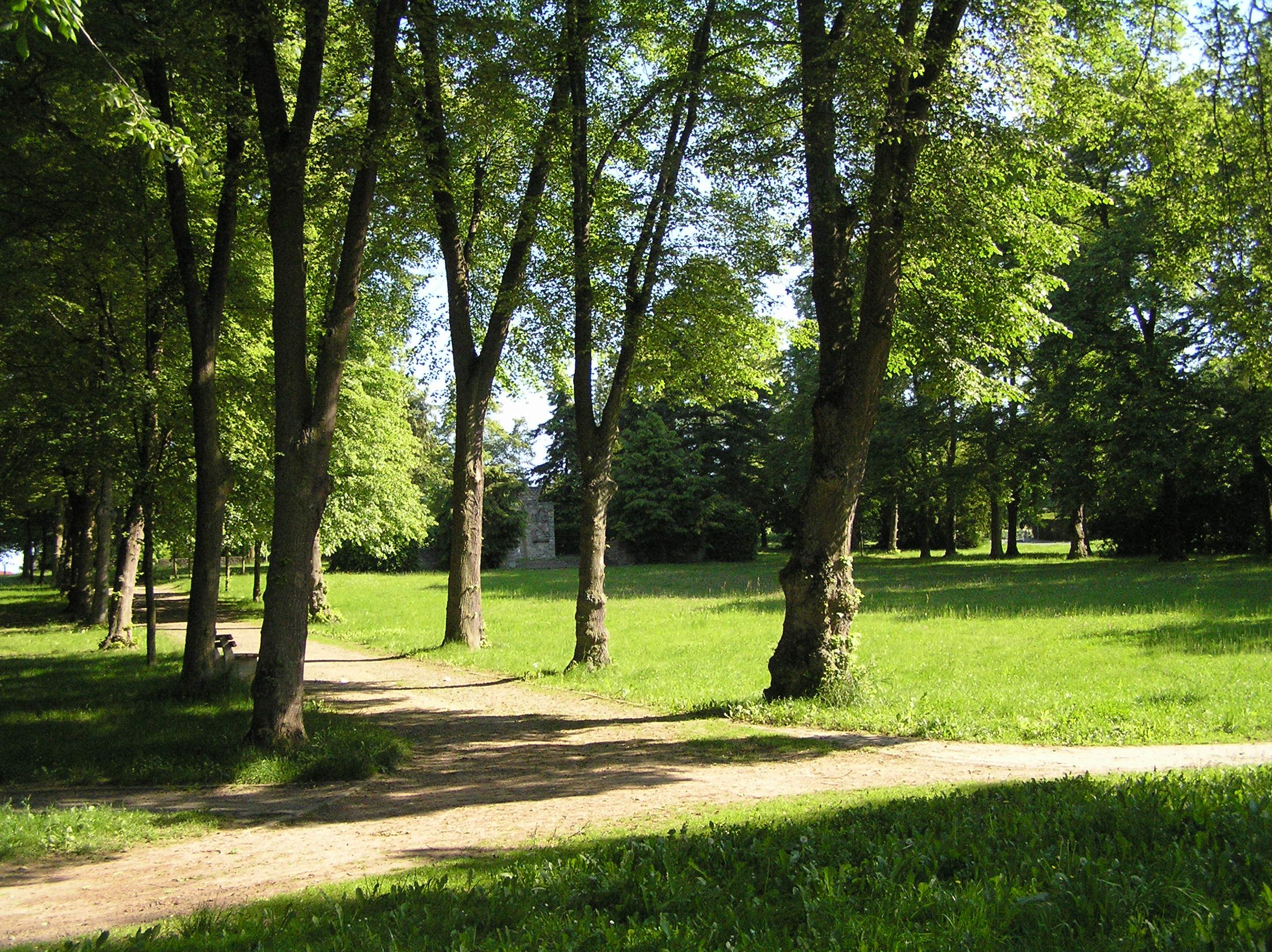
Wiese mit Kriegerdenkmal
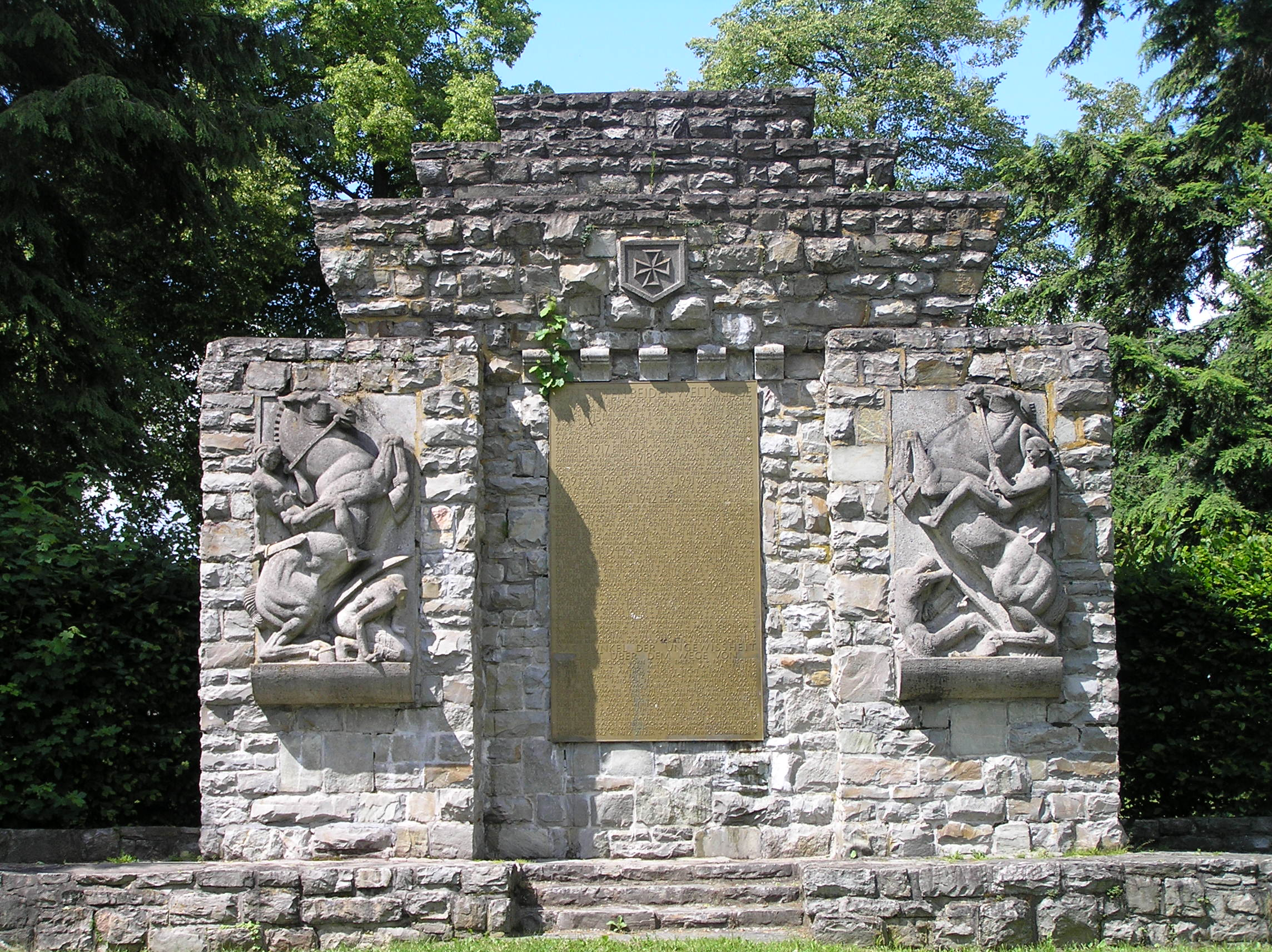
Kriegerdenkmal
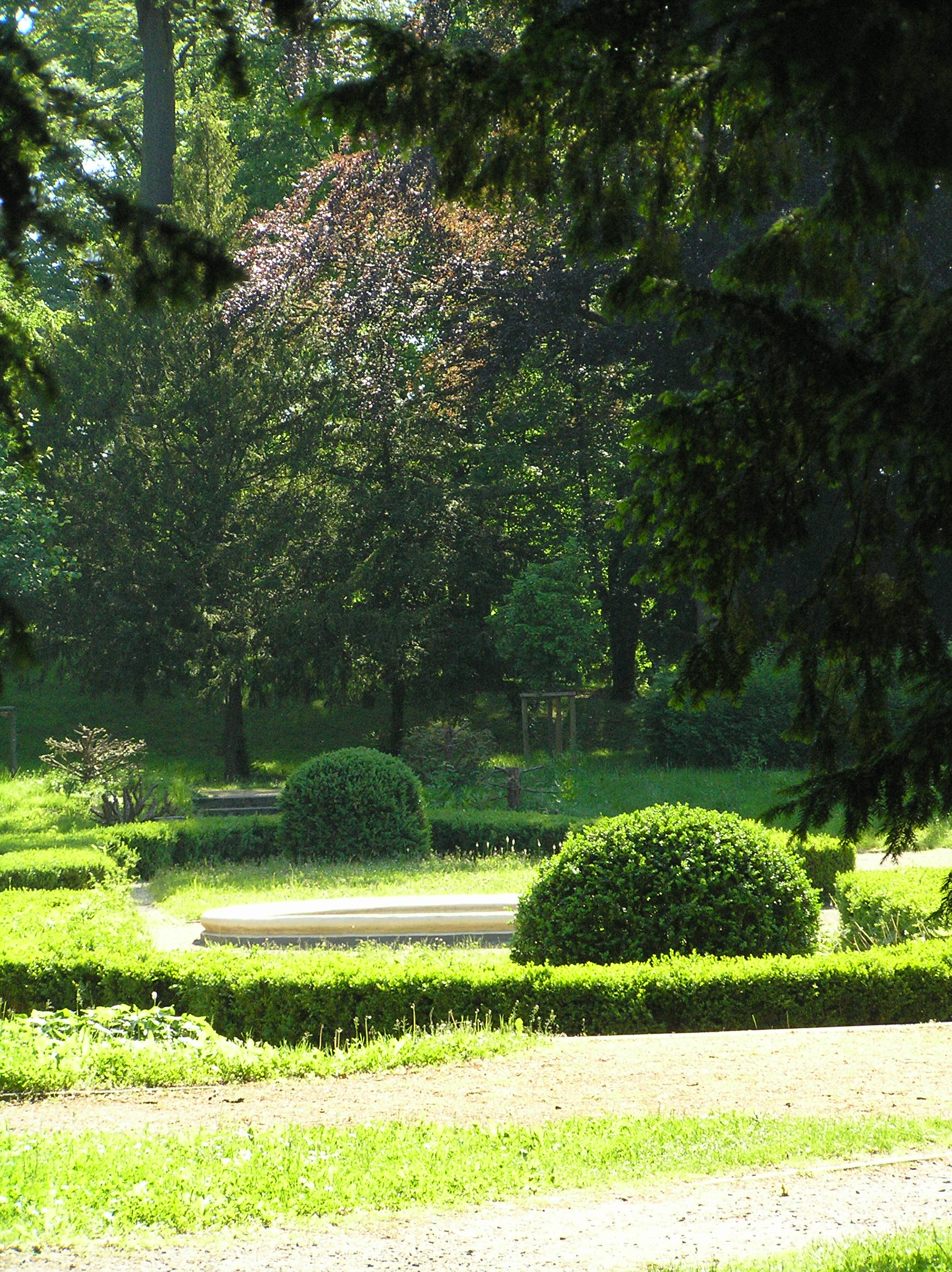
Eibenhain mit Blick auf das Becken
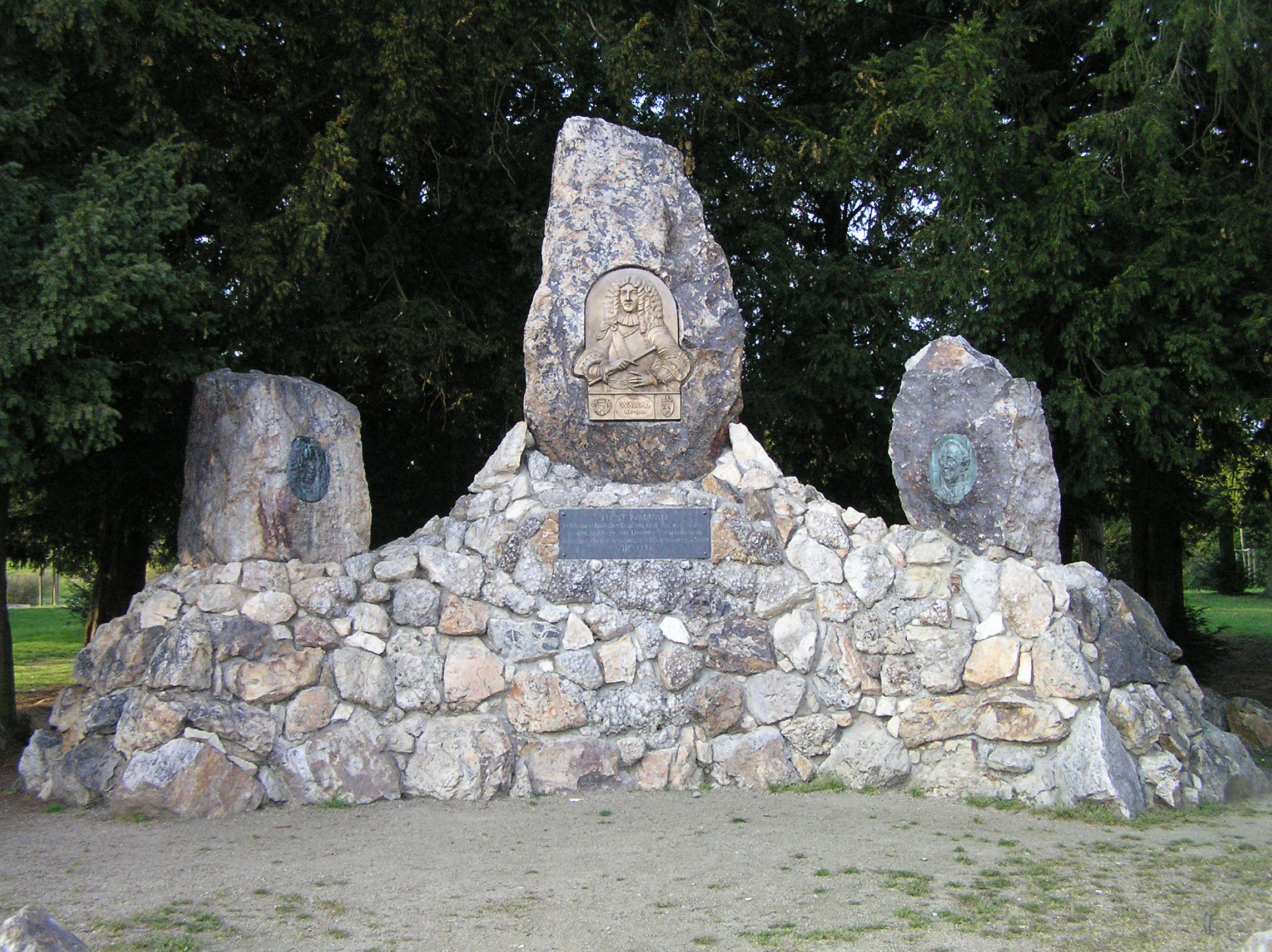
Denkmal der Fürsten von Nassau-Usingen
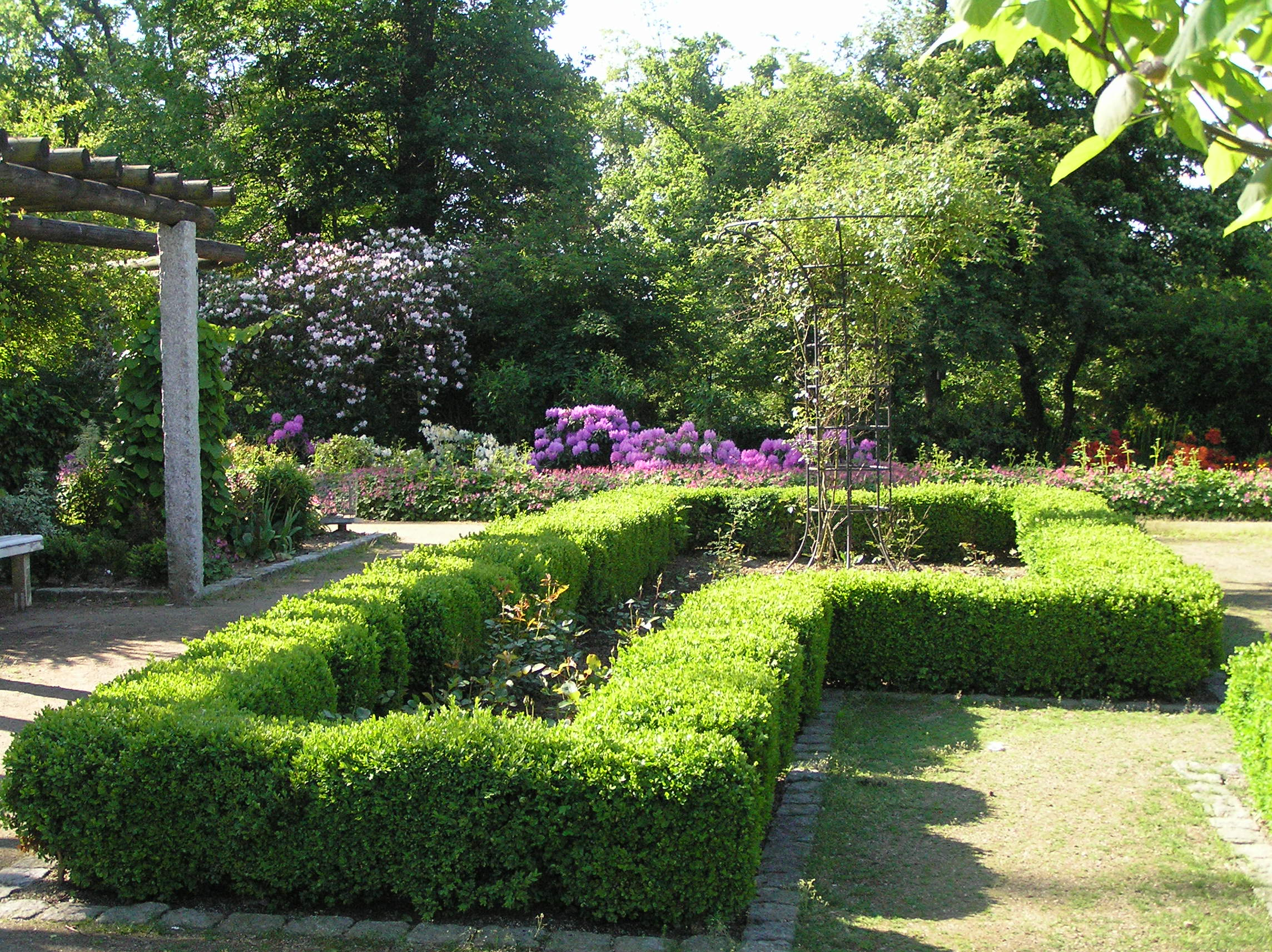
Rabatte

### Evangelische Laurentiuskirche

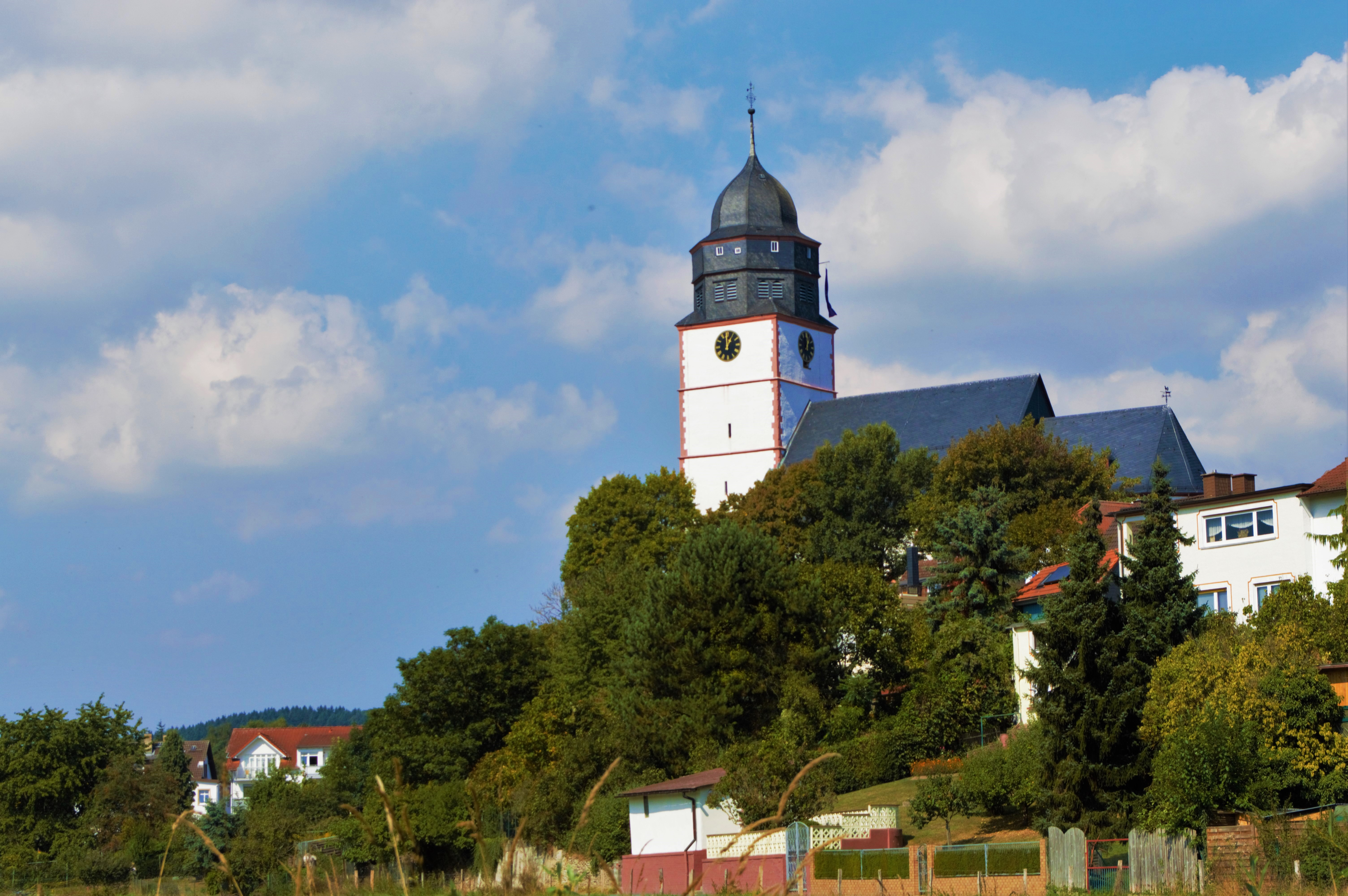
Laurentiuskirche

Die evangelische Laurentiuskirche befindet sich am Rand der Altstadt Usingens oberhalb eines nach Südwesten steil abfallenden Hangs, der mit mächtigen Stützmauern bewehrt ist. Ihre Entstehungsgeschichte ist ungeklärt; es hat sich gezeigt, dass die angenommene urkundliche Ersterwähnung von 1190 unzutreffend ist und sich auf eine Kirche gleichen Namens in Oechsen, einer Gemeinde im Wartburgkreis in Thüringen, bezieht.
Es bestehen auch keine Erkenntnisse darüber, ob sich direkt unter der Kirche Spuren eines älteren Bauwerks befinden. Ob der Flurname „Alter Kirchhof“ im Tal südwestlich der heutigen Kirche auf einen solchen Vorgängerbau hinweisen könnte, ist ebenfalls offen. Dort wurden angeblich zu Beginn des 20. Jahrhunderts die Grundmauern einer kleinen Kirche freigelegt, worüber jedoch keine Unterlagen vorhanden sind. Die Angabe ist deshalb zweifelhaft, ebenso wie die Einordnung dieser Kirche ins 11. Jahrhundert.
Ab dem 13. Jahrhundert existieren schriftliche Hinweise auf das Gotteshaus, das am Ende des 15. Jahrhunderts wegen Baufälligkeit umfassend renoviert und mit einem Turm versehen wurde. Davon kündet die im unteren Eckstein eingravierte Jahreszahl 1490, wobei die „4“ als nach unten offene „8“ geschrieben ist. Der Turm selbst war als Wehrturm konzipiert und in die alte Stadtbefestigung einbezogen; dem Türmer oblag offensichtlich das Amt des Glöckners wie des Feuerwächters.
Das Erscheinungsbild der Kirche hat sich seit 1635 nicht mehr wesentlich verändert, als das Bauwerk abbrannte und von 1651 bis 1658 wieder aufgebaut wurde. Dabei erhielt der Turm seine charakteristische barocke Haube. Er wurde zuletzt 2005/6 komplett saniert.

### Hugenottenkirche und Alter Marktplatz

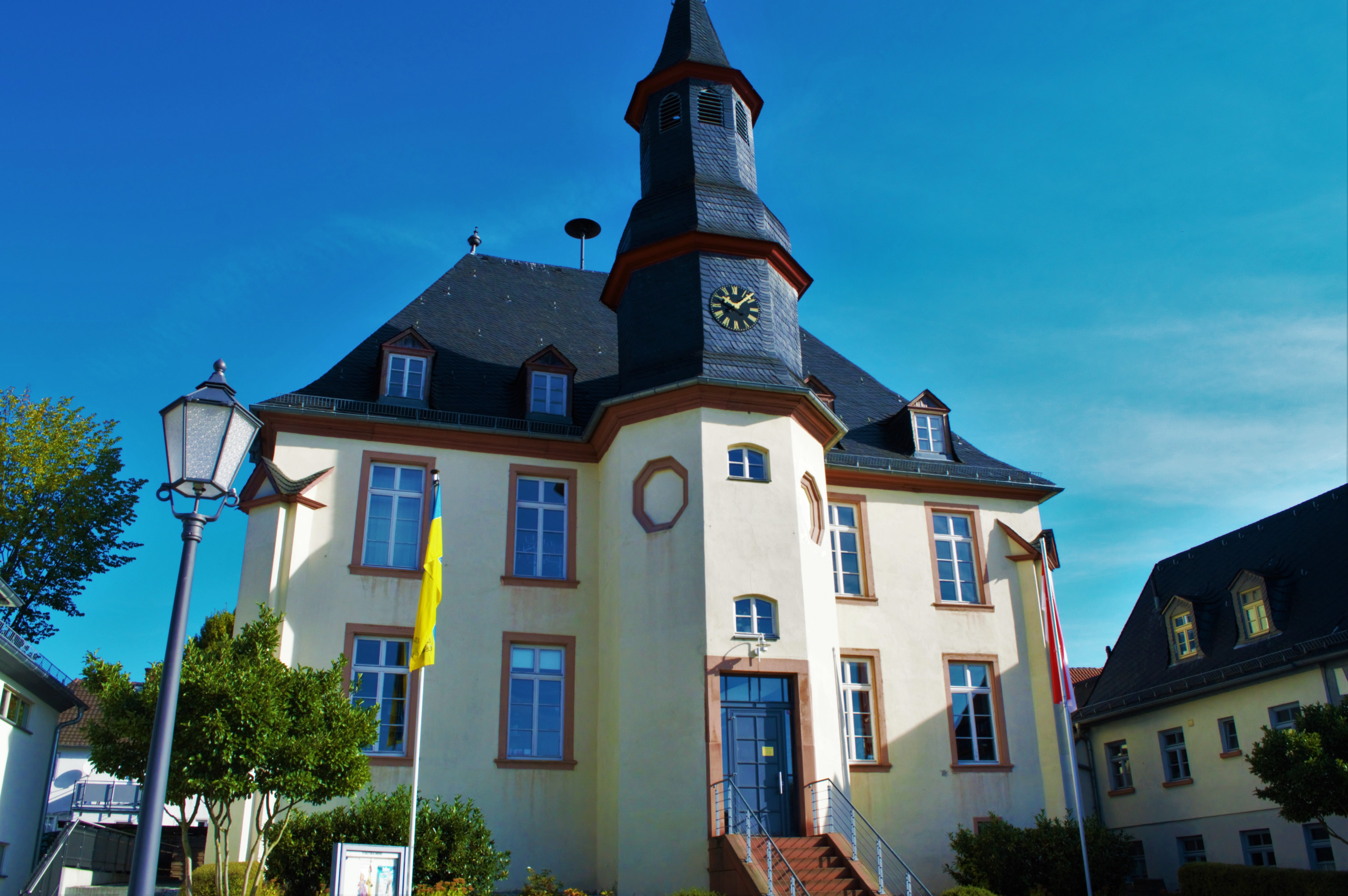
Hugenottenkirche

Eine weitere Feuersbrunst im Jahre 1692 zerstörte die so genannte Usinger Oberstadt. Auf Anordnung des Fürsten Walrad (1635–1702) wurde sie umgehend wieder aufgebaut, wobei das rasterförmige Grundmuster der symmetrischen Straßenzüge wohl vom Hofmaler Johann Emmerich Küntzel entworfen wurde. Das Stadtbild ist heute noch durch die damalige Konzeption und die im Zusammenhang damit entstandenen repräsentativen Bürgerhäuser wie das Liefrink-Haus geprägt.
Das Herz der so genannten „Neustadt“ bildet die um 1700 durch den Baumeister Benedikt Burtscher errichtete Hugenottenkirche mit dem Alten Marktplatz. Die Kirche zeigt in ihrem Baustil besondere Gemeinsamkeiten mit dem bekannten Gotteshaus von La Rochelle. Im Jahr 1817 entfiel durch die Vereinigung der lutherischen Protestanten und der reformierten Kirche die religiöse Nutzung des Gebäudes, das daraufhin zu einer Schule umgebaut wurde. Heute ist dort die Usinger Stadtbücherei. In den Obergeschossen befinden sich zahlreiche weitere Räumlichkeiten für kulturelle Veranstaltungen und Versammlungen.

### Rathaus

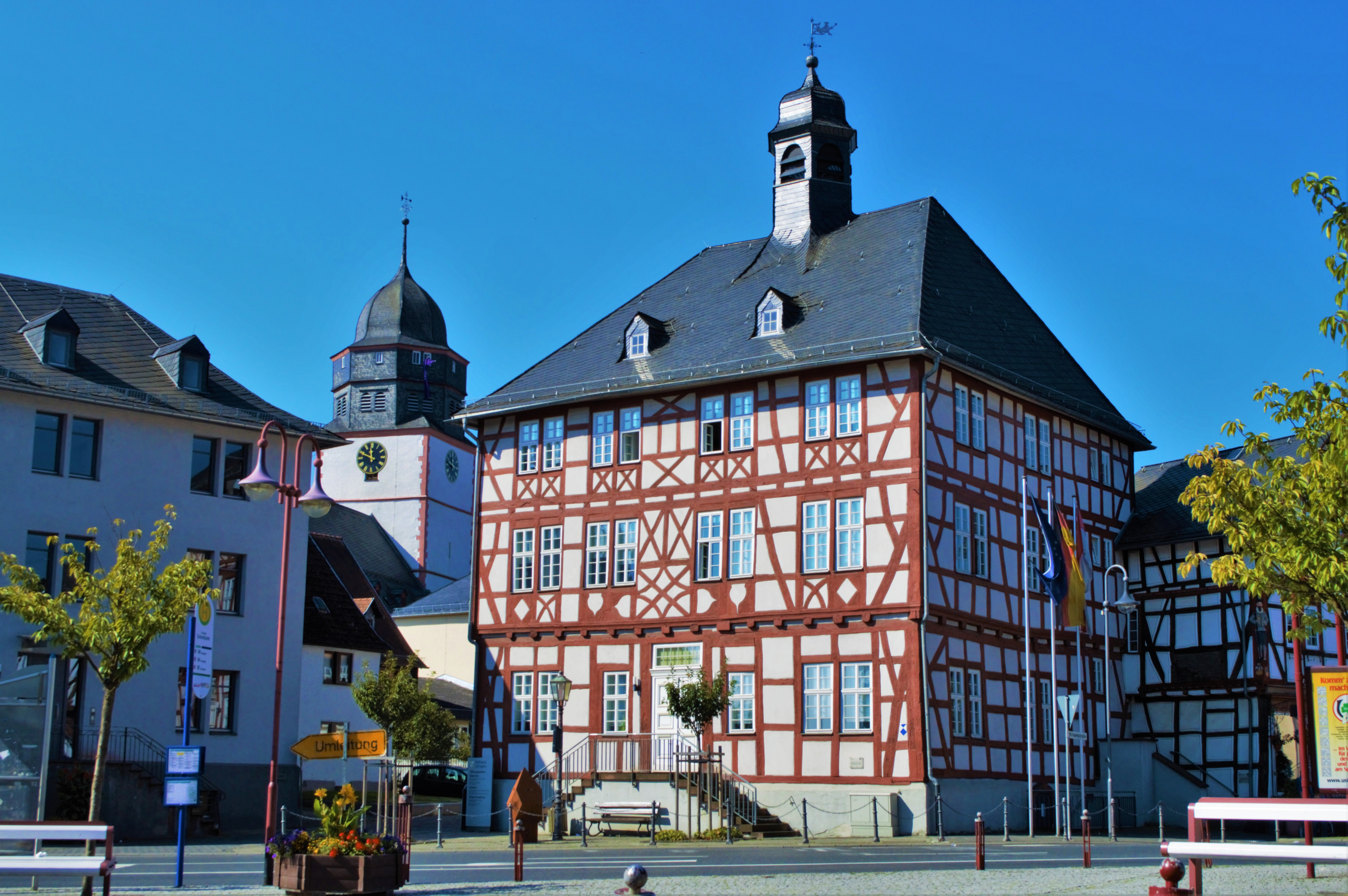
Rathaus

Gegenüber dem Schloss liegt das Rathaus aus dem Jahr 1687. Es handelt sich um ein Fachwerkhaus im barocken Stil, das im Jahr 2005 frisch saniert wurde und die Räume des Bürgermeisters sowie das Bürgerbüro der Stadt beinhaltet. Das historisch beeinflusste rote Eichenholzfachwerk prägt die beiden Schauseiten zum Schloss und zur Kirche. Auf dem Dach ist ein Nachbau der alten Wetterfahne mit dem nassauischen Löwen und dem Kleeblatt angebracht, die auch im Stadtwappen erscheinen.
Vom ursprünglichen kleineren gotischen Rathaus an gleicher Stelle ist nur noch der Gewölbekeller erhalten, in dem sich heute die Vor- und Frühgeschichtliche Abteilung des Stadtmuseums befindet.

### Prinzenpalais

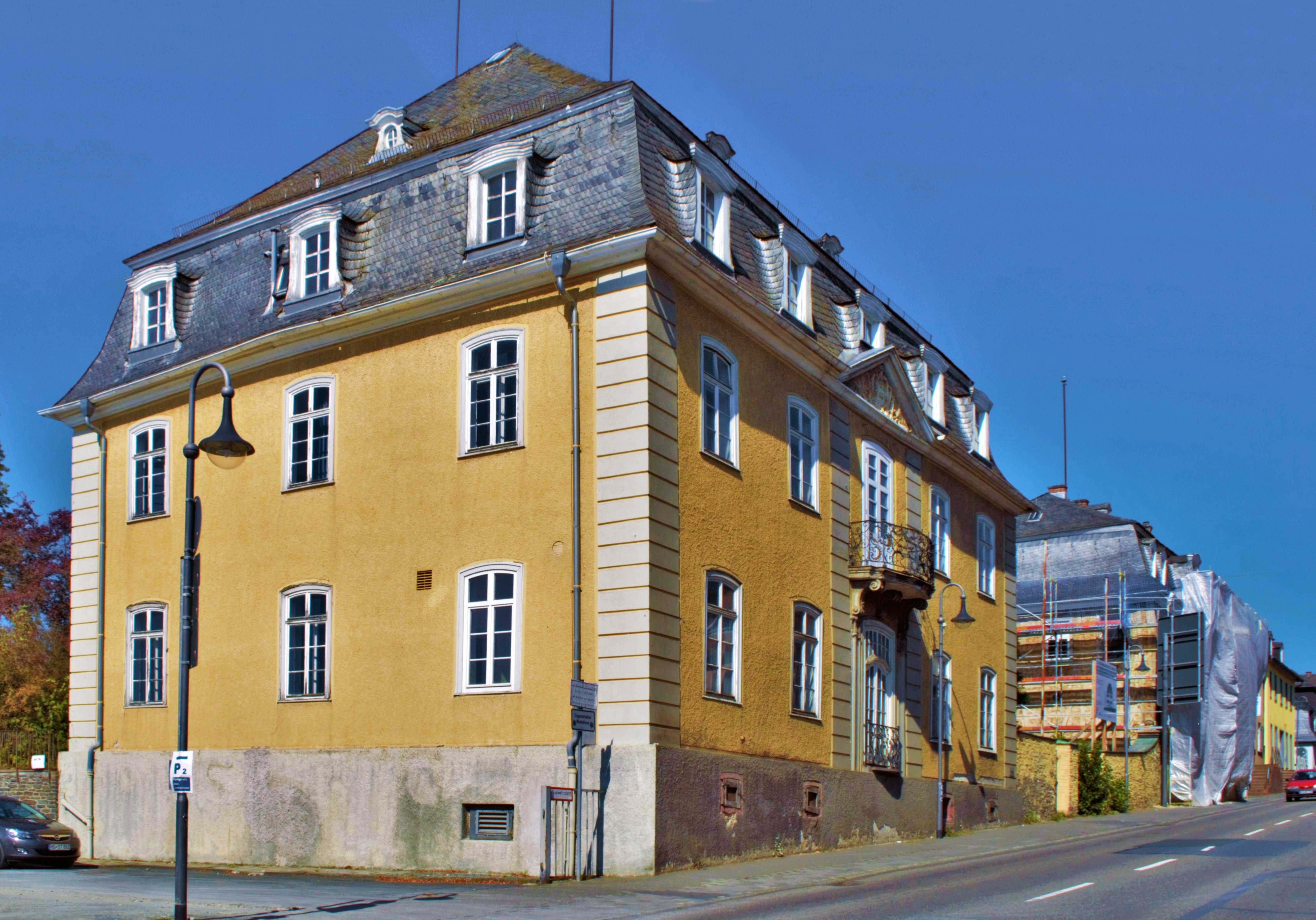
Prinzenpalais

Prinz Friedrich August von Nassau-Usingen, seit 1803 regierender Fürst und nassauischer Herzog von 1806 bis 1816, ließ sich von Baumeister Johann Wilhelm Faber auf dem ehemaligen Hattsteiner Hof dieses Palais errichten. Dieses bewohnte er als Prinz, doch nachdem er Fürst geworden war, wechselte er seinen Wohnsitz in das Biebricher Schloss.
Mit der Bildung des Landkreises Usingen wurde das Prinzenpalais zum Landratsamt umgebaut und es erfolgten einige Anbauten. Mit der Gebietsreform in Hessen wurde der Landkreis Usingen aufgelöst und Teil des Hochtaunuskreises. Im Prinzenpalais verblieben zunächst noch eine Außenstelle der Kreisverwaltung und eine Kfz-Zulassungsstelle.
Inzwischen wurden die heruntergekommenen Anbauten abgerissen und ein Renovierungsprojekt gestartet.

### Amtsgericht
Nördlich vom Schlossgarten an der Weilburger Straße befindet sich das denkmalgeschützte Gebäude des ehemaligen Amtsgerichts. Heute ist dort die Polizeistation untergebracht.

### Eschbacher Klippen

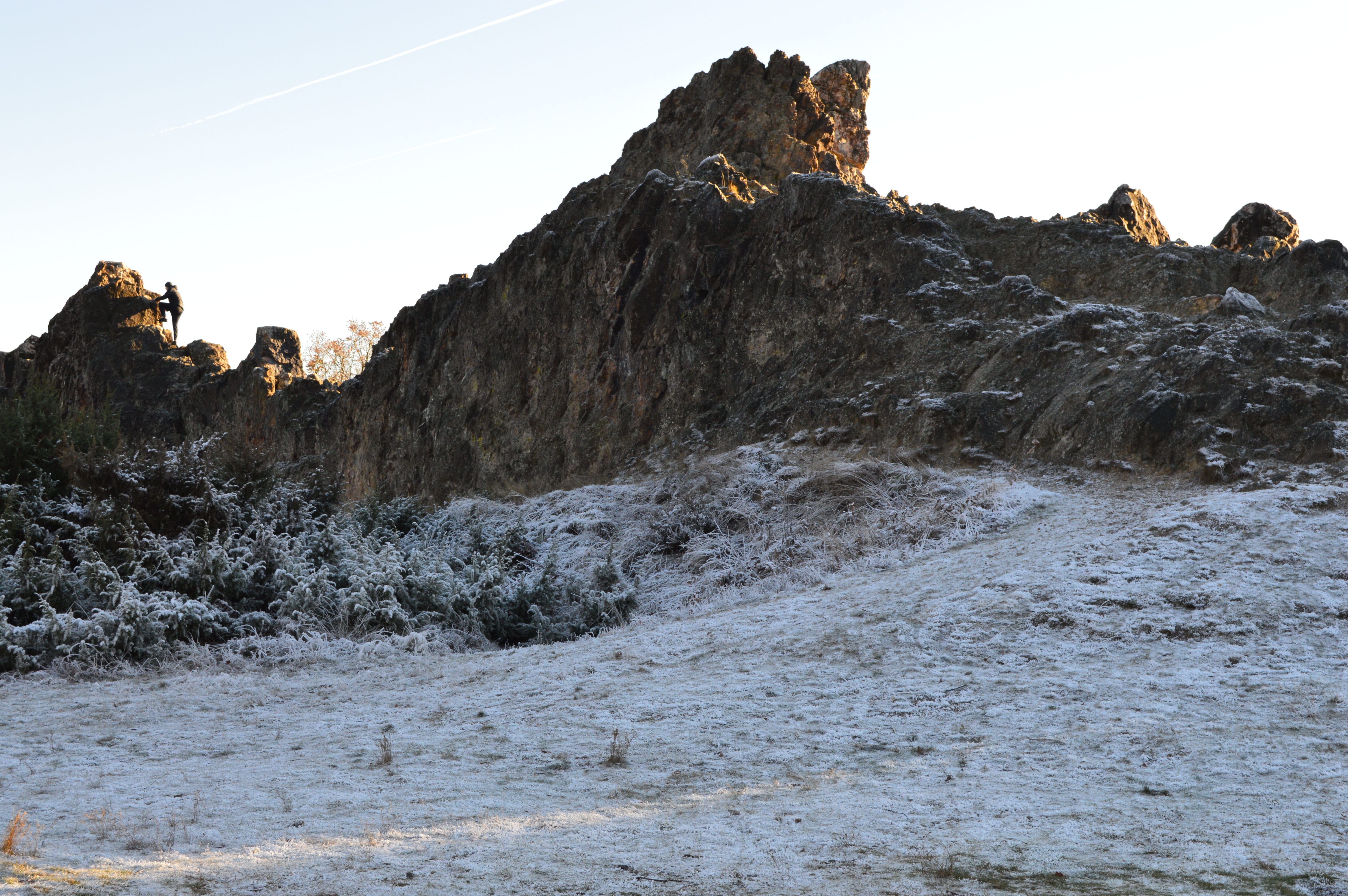
Eschbacher Klippen

Die Eschbacher Klippen im Ortsteil Eschbach sind eine Gruppe bis zu zwölf Meter hoher Felsen aus Quarzgestein. Sie sind der sichtbare Teil eines etwa sechs Kilometer langen Quarzganges, der sich quer durch das Usatal bis zum Wormstein im Usinger Stadtwald fortsetzt.

### Hattsteinweiher
Der Hattsteinweiher bei Usingen mit 1,6 ha ist der einzige Badesee im Usinger Land.

## Kultur

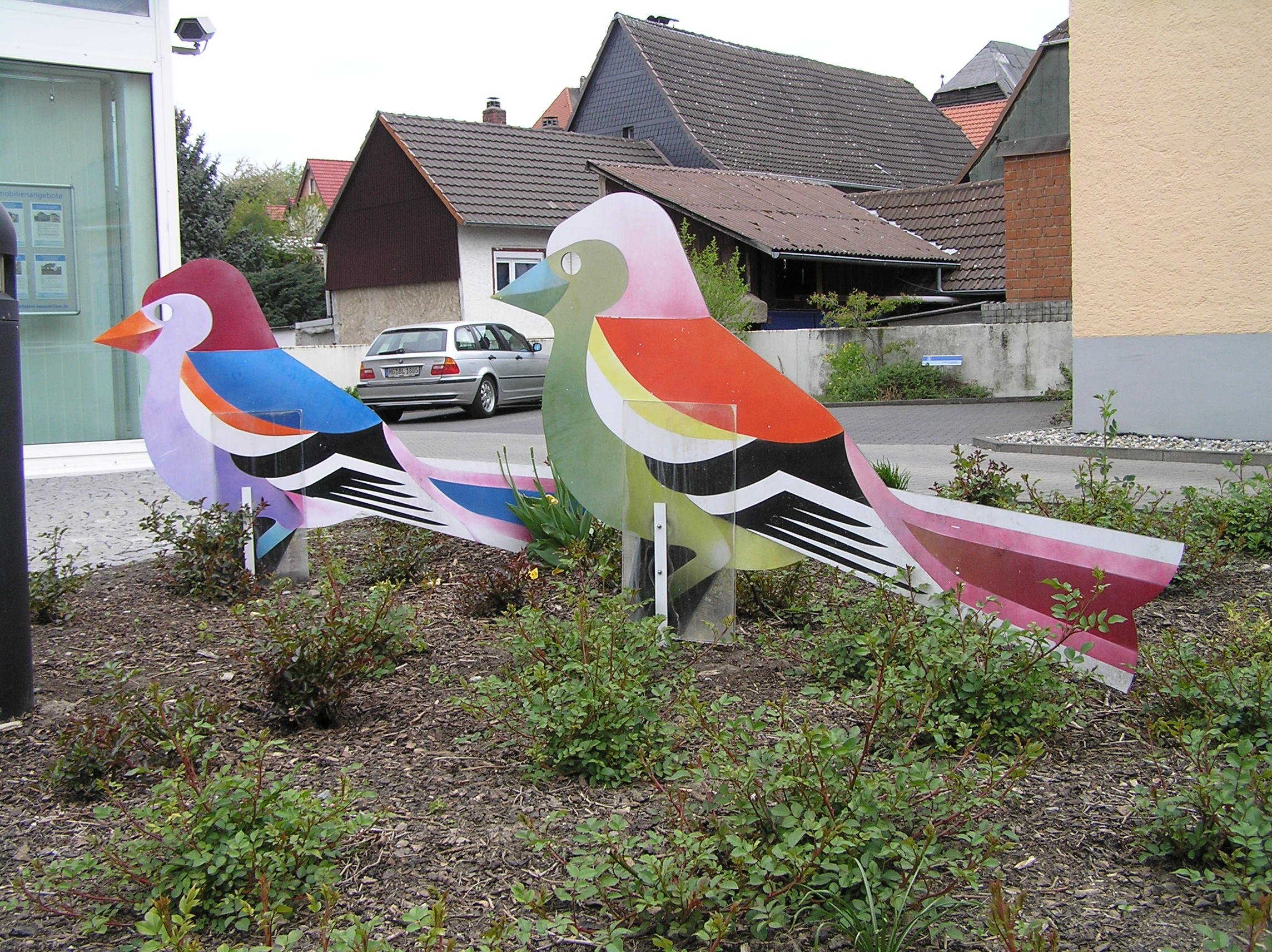
Buchfinken in Usingen

### Buchfinkenstadt
Usingen ist auch bekannt als Buchfinkenstadt im Buchfinkenland. Das im Jahr 1938 durch Theo Geisel verfasste Buchfinkenlied beschreibt den Heimatbegriff, das Usinger Land im Hintertaunus, das Buchfinkenland. Das Lied vermittelt Geborgenheit, menschliche Nähe und Wärme. Durch den „Buchfinkenfall“, die „Buchfinkenmesse“ und den Buchpreis „Usinger Buchfink“ ist der Begriff in das Bewusstsein der Bürger zurückgekehrt. Seit dem Jubiläumsjahr 2002 der Stadt Usingen verschönern an verschiedenen Stellen in der Stadt bunte Buchfinken das Stadtbild.

### Veranstaltungen
Weit über die Grenzen von Usingen bekannt ist der jedes Jahr am zweiten Septemberwochenende stattfindende Laurentiusmarkt mit der Kreistierschau sowie der jährliche Usinger Flohmarkt Ende Juni.

### Medien
In Usingen erscheinen die Usinger Neue Presse (die Hintertaunus-Ausgabe der Taunus-Zeitung, die wiederum eine Regionalausgabe der Frankfurter Neuen Presse ist) und der Usinger Anzeiger als tägliche Lokalzeitungen.

### Vereine

#### Schützenverein 1422 e.V.
Der Usinger Schützenverein ist einer der ältesten Schützenvereine Deutschlands. Die erste schriftliche Erwähnung der „Usinger Schützengilde“ ist eine Einladung der „Frankfurter Schützengesellen“ zu einem Wettschießen im Jahr 1422. Heute verfügt der Verein über ein 1961 erbautes Schützenhaus und viele aktive Mitglieder. Der Schützenverein 1422 Usingen und seine rund 400 Mitglieder richten seit vielen Jahren die, auch weit über die Grenzen der Region bekannte, Laurentiuskerb aus.

### Religionen

#### Katholische Gemeinde

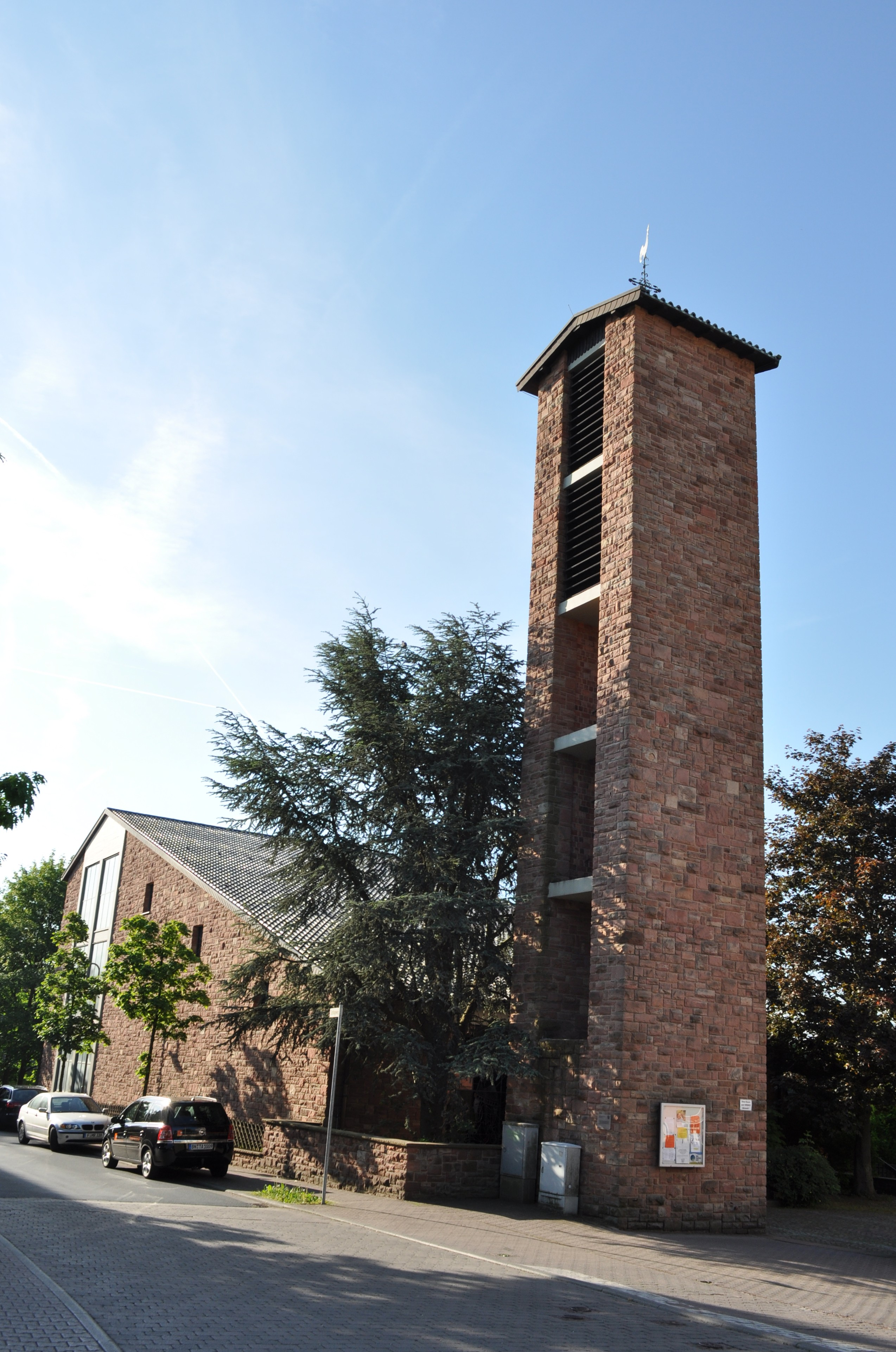
Katholische Kirche

Im evangelischen Usingen bestand erst seit dem 19. Jahrhundert wieder eine kleine katholische Gemeinde. Diese errichtete eine kleine Backsteinkirche am Standort der heutigen katholischen Kirche. Zwischen 1900 und 1965 existierte das sog. St. Josefskloster im Schlagweg 12 als eine Filiale der Arme Dienstmägde Jesu Christi, vulgo Dernbacher Schwestern. Die dortigen Schwestern arbeiteten in der ambulanten Krankenpflege und unterhielten ein (überkonfessionell genutztes) Altersheim. Durch die Zuwanderung von katholischen Vertriebenen nach dem Zweiten Weltkrieg wuchs die katholische Gemeinde stark an. Der Pfarrer Adolf Möller betrieb daher in den 1950er-Jahren einen Neubau. Dieser wurde Ende der fünfziger Jahre nach den Plänen von Architekt Paul Johannbroer gebaut und im September 1960 auf den Namen des heiligen Laurentius geweiht. Das bestehende Pfarrhaus wurde im Jahre 1968 umgebaut und erweitert.
Wie bei vielen Kirchen der 1950er- und 1960er-Jahre steht der Turm frei. Die Außenwände und die Altarwand sind mit rotem Main-Sandstein verkleidet.
Neben der Kirche befand sich bis Ende der 1980er-Jahre das Kino. Das Gebäude, in dem anschließend eine Tanzschule untergebracht war, wurde später abgerissen.

#### Jüdische Gemeinde Usingen
Bereits um 1600 lebten einzelne jüdische Familien in Usingen. Im Jahre 1602 wird Isak Nehem aus Usingen genannt. 1651 und 1742 wird auf Judenordnungen in Usingen Bezug genommen. Fürst Karl erließ 1732 eine Nassau-Usingische Judenordnung.
1801 wurden 31 jüdische Einwohner gezählt, 1905 waren es 89 (was einem Anteil an der Bevölkerung von 4,7 % entsprach). Neben den Usinger Juden gehörten auch die in Eschbach und Grävenwiesbach, später (nach 1920) auch die in Anspach mit Rod am Berg und Schmitten lebenden jüdischen Personen zur jüdischen Gemeinde Usingen. Die Gemeinde gehörte zum Rabbinatsbezirk Weilburg und später zum Rabbinatsbezirk Bad Ems-Weilburg. Eine Reihe von Gewerbebetrieben und Handelsgeschäften in Usingen wurden durch Juden betrieben.
Die jüdische Gemeinde betrieb eine Synagoge, eine jüdische Schule, eine Mikwe sowie den jüdischen Friedhof. Aufgrund der Judenverfolgung und -ermordung in der Zeit des Nationalsozialismus endete die jüdische Gemeinde Usingens 1938/1940.

##### Synagoge
Koordinaten: 50° 20′ 5,7″ N, 8° 32′ 5,8″ O
Seit Anfang des 19. Jahrhunderts diente ein Betraum in einem der jüdischen Wohnhäuser als Synagoge. 1877 war die Synagoge baufällig. In den Jahren 1885/86 baute die jüdische Gemeinde eine ehemalige Scheune in eine Synagoge um. Das Gotteshaus in der Klaubergasse 8 verfügte über 40 Plätze für Männer und 18 für Frauen. Daneben bestanden in Anspach und Rod am Berg jeweils eigene Beträume.
Im September 1938 wurden die Fenster der Synagoge eingeschlagen und die Inneneinrichtung verwüstet. Das Gebäude wurde am 5. November 1938 durch den letzten Gemeindevorsteher Julius Hirsch an einen Privatmann verkauft, der das Gebäude in ein Wohnhaus umbaute. Seit September 1991 erinnert eine Gedenktafel mit der Inschrift: „In diesem Gebäude befand sich vom Beginn des 19. Jahrhunderts bis 1938 die Synagoge der Usinger Juden“ an die ehemalige Synagoge.

##### Jüdischer Friedhof
Koordinaten: 50° 20′ 16,1″ N, 8° 30′ 54,5″ O

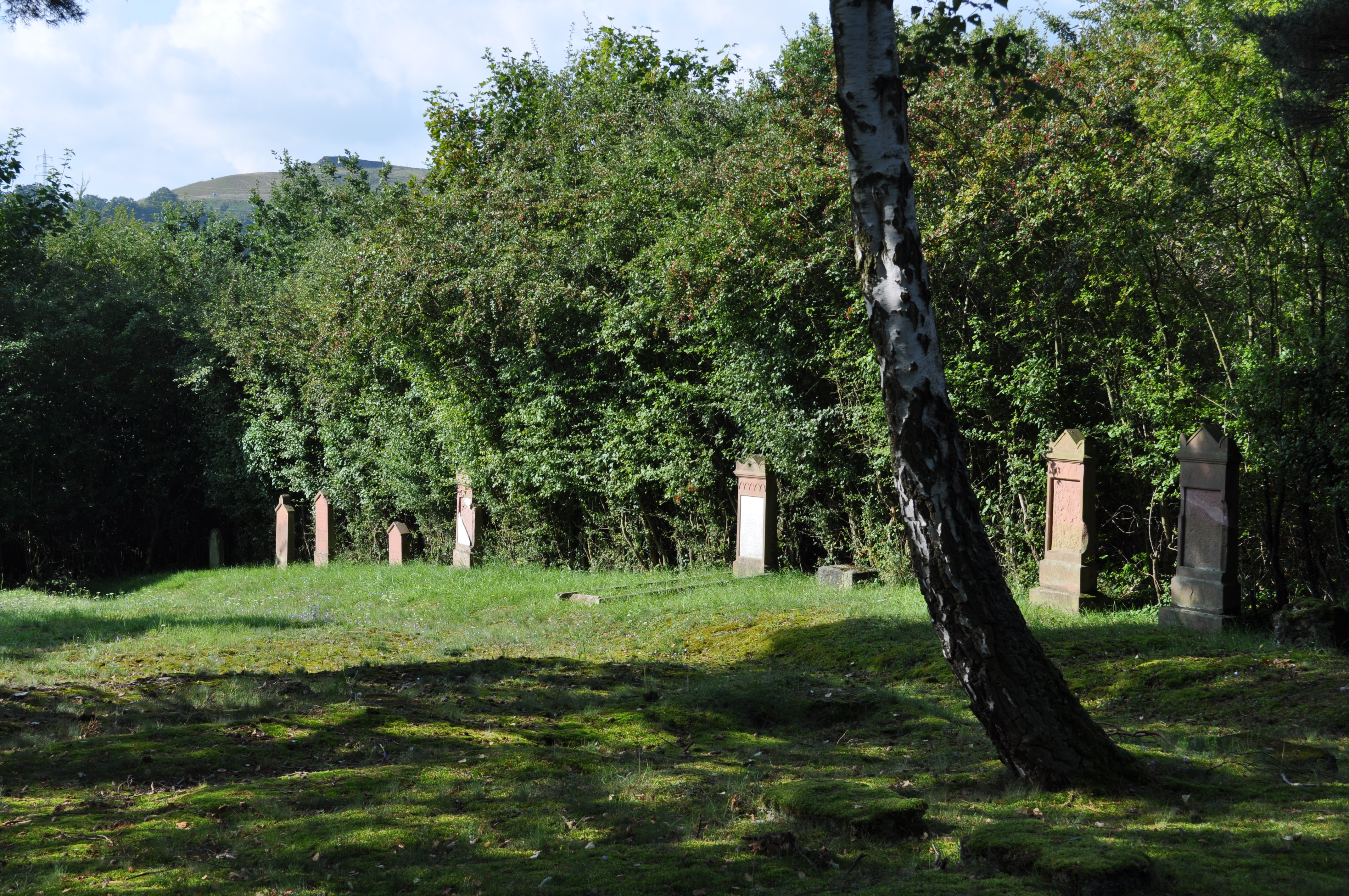
Jüdischer Friedhof

Bis 1885 wurden die Verstorbenen der jüdischen Gemeinde auf dem jüdischen Friedhof in Grävenwiesbach bestattet. 1884/85 wurde ein jüdischer Friedhof in Usingen angelegt. Das Grundstück, das die Zivilgemeinde der jüdischen Gemeinde kostenlos zur Verfügung stellte, liegt nahe dem heutigen Schützenhaus und nahe dem Hattsteinweiher. Der Friedhof wurde am 23. Januar 1885 eingeweiht. Am gleichen Tag wurde mit David Simon aus Eschbach der erste Tote bestattet. Insgesamt sind 59 Personen hier beerdigt. Die letzte Beisetzung erfolgte am 16. Dezember 1937. In der Zeit des Nationalsozialismus wurden die meisten Grabsteine beschädigt oder zerstört. Die verbliebenen stehen auf dem Friedhof, auf dem ein Gedenkstein aufgestellt wurde, der die Inschrift trägt: „Friede dieser Ruhestätte und Ehre dem Gedächtnis der Toten“. Die Friedhofsfläche umfasst 24,81 ar. Die Pflege des Friedhofs wird durch die Zivilgemeinde vorgenommen.

Anspach |
Bad Homburg vor der Höhe |
Burgholzhausen |
Falkenstein |
Grävenwiesbach |
Hasselbach |
Kronberg im Taunus |
Oberursel |
Schmitten im Taunus |
Seulberg |
Usingen |
Wehrheim

#### Ahmadiyya Muslim Jamaat

##### Bait ul-Huda
Das Bait ul-Huda ist eine Moschee der Ahmadiyya Muslim Jamaat, die über eine Kuppel und ein 14 m hohes Minarett verfügt. Sie wurde 2004 eingeweiht und wird seitdem für religiöse und gemeinschaftliche Zwecke verwendet.

## Persönlichkeiten

### Grafen, ab 1688 Fürsten, von Nassau-Usingen (1659–1806)

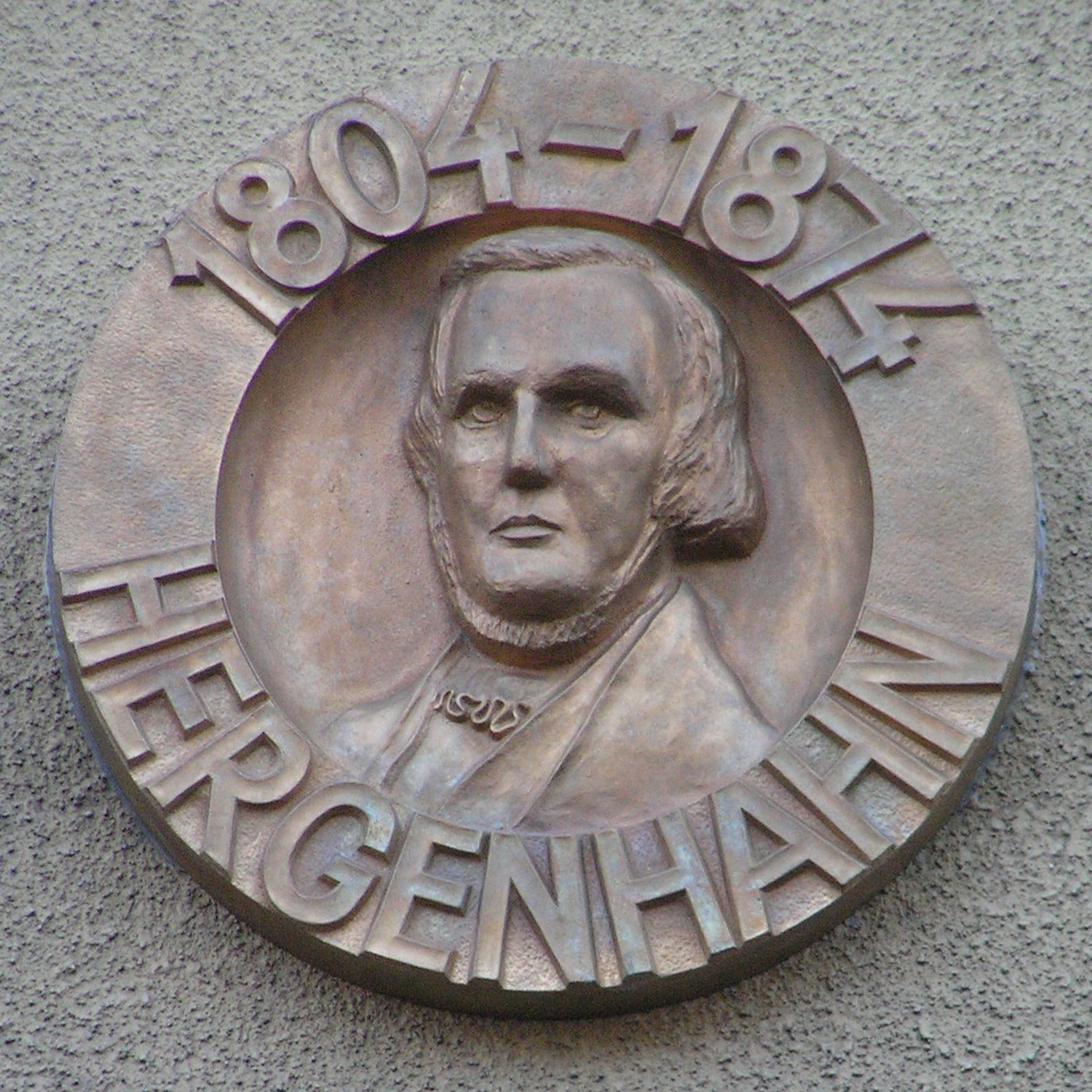
Gedenkplakette für August Hergenhahn

- Walrad (1635–1702), geboren in Metz, ab 1659 Graf, gefürstet 1688
- Wilhelm Heinrich (1684–1718), geboren in s'Hertogenbosch, Fürst ab 1702
- Karl (1712–1775), geboren in Usingen, Fürst ab 1718
- Karl Wilhelm (1735–1803), geboren in Usingen, Fürst von Nassau-Usingen ab 1775, ab 1797 auch von Nassau-Saarbrücken
- Friedrich August (1738–1806), geboren in Usingen, Fürst ab 1803, wird 1806 erster Herzog zu Nassau

### Söhne und Töchter der Stadt
- Bartholomäus Arnoldi (1465–1532), Professor der Philosophie und Theologie und zunächst ein Lehrer und Freund, später ein Gegner Luthers
- Marquard von Hattstein (1529–1581), Bischof von Speyer
- Wilhelm Heinrich (1718–1768), Fürst von Nassau-Saarbrücken
- Mathias Müller (1770–1844), deutsch-österreichischer Klavierbauer
- Ludwig Schellenberg (1772–1834), Buchhändler, Buchdrucker und Verleger in Wiesbaden
- Ludwig von Pfnorr (1781–1853), badischer General
- Karl von Bose (1784–1844), Hofmarschall und Intendant des Hoftheaters Wiesbaden
- Heinrich Wilhelm Preiß (1789–1866), Schultheiß von Usingen und nassauischer Landtagsabgeordneter
- Johann Georg Martin Reinhardt (1794–1872), Landrat im Kreis Meisenheim
- August Hergenhahn (1804–1874), liberaler nassauischer Politiker
- Ludwig Heydenreich (1805–1885), Mediziner und Politiker, Abgeordneter der Ersten und Zweiten Kammer der Landstände des Herzogtums Nassau
- Carl Ludwig Kirschbaum (1812–1880), Biologe und Museumsdirektor
- Karl Adolf Rössler (1814–1885), Jurist, Beamter, Maler und Schmetterlingsforscher
- Carl Theodor Wagner (1826–1907), Uhrmachermeister und Unternehmer
- Karl Schweighöfer (1827–1878), Mitglied des Nassauischen Kommunallandtags
- Friedrich Born (1828–1881), Abgeordneter der zweiten Kammer der Landstände des Herzogtums Nassau
- Theodor Langhans (1839–1915), Mediziner, Entdecker der Langhans-Riesenzellen
- Adolf Philippi (1840–1923), Bürgermeister von Usingen, Abgeordneter im Kreistag und im Nassauischen Kommunallandtag
- Heinrich Theodor Schmidt (1843–1904), Architekt
- August Wilhelmj (1845–1908), Violinist
- Adolf Jacob Philippi (1849–1923), Abgeordneter und Bürgermeister von Usingen
- Alfred Schellenberg (1850–1932), Architekt
- Carl Dienstbach (1870–1956), Musiker, Journalist und Erfinder
- Richard Wick (1872–1955), preußischer Landtagsabgeordneter (USPD, SPD)
- Melchior von Hugo (1872–1939), Offizier, Maler und Bildhauer
- Wilhelm Martin Dienstbach (1873–1957), Lehrer und Heimatforscher
- Erwin Hölzerkopf (1873–1949), nationalliberaler Abgeordneter des Provinziallandtags der Provinz Westfalen, Oberbürgermeister von Marburg
- Ernst Georg Steinmetz (1895–1946), Archivar
- Oskar Dienstbach (1910–1945), Lager- und Standortarzt in mehreren Konzentrationslagern
- Peter Bermbach (* 1931), Kulturjournalist und Filmemacher
- Malte Rauch (* 1937), Publizist und Filmemacher
- Barbara Patzek (* 1948), Althistorikerin
- Rainer Rudolph (1949–2009), Biochemiker
- Annemarie Nikolaus (* 1952), Sozialwissenschaftlerin und Autorin
- Ulla Meinecke (* 1953), Sängerin
- Yvonne Ott (* 1963), Richterin des Bundesverfassungsgerichts, bis 2016 Richterin am Bundesgerichtshof
- Holger Haibach (* 1971), Politiker (CDU), Mitglied des Deutschen Bundestages
- Kai Klose (* 1973), Politiker (Bündnis 90/Die Grünen)
- Christian Schöne (* 1979), Musicaldarsteller und Schauspieler
- Tim Hirsch (* 1990), American-Football-Spieler
- Mario Pokar (* 1990), Fußballspieler
- Tim Oldenburg (* 1992), Basketballspieler
- Sebastian Sommer (* 1994), Ministerialbeamter und Politiker (CDU Hessen)
- Mara Guth (* 2003), Tennisspielerin
- Mia Mack (* 2004), Tennisspielerin

### In Usingen haben gewirkt
- Friedrich Müller (1803–1876), Amtmann in Usingen und Landtagsabgeordneter
- Victor von Eck (1813–1893), liberaler nassauischer Politiker und Landtagsabgeordneter im Wahlkreis IX (Usingen/Reichelsheim), Advokat in Usingen
- Friedrich Christian Wirth (1826–1895), Preußischer Landesdirektor und Abgeordneter
- Wilhelm Birckenauer (1855–1917), königlicher Oberförster in Usingen und Mordopfer
- Klaus F. Wagner (1921–2004), Verleger des Usinger Anzeigers
- Günter Drexelius (1939–2015), Stadtverordnetenvorsteher (CDU)
- Eheleute Norbert Braun (* 1950) und Dagmar Braun (* 1956), Unternehmer und Träger des Bundesverdienstkreuzes am Bande
- Ellen Enslin (* 1960), Landtagsabgeordnete (Grüne)

### Ehrenbürger
- August Beckmann (1852–1914), Landrat des Kreises Usingen
- Robert Manck, langjähriger Bürgermeister, Ernennung am 23. Juni 1973[47]